# Riddarholmskyrkan
Riddarholmskyrkan, ursprungligen Gråbrödrakyrkan, är en kyrka belägen på Riddarholmen i Stockholm, invigd cirka år 1292, då Magnus Ladulås begravdes. Den uppfördes ursprungligen som en katolsk konventskyrka åt Gråbrödraklostret, grundat 1270, tillhörande Franciskanorden, efter donation av kung Magnus Ladulås. Därmed utgör den Stockholms äldsta bevarade byggnad med de äldsta tegelmurarna ovan jord, samt Stockholms enda bevarade medeltida klosterkyrka. Efter kung Gustav Vasas reduktion och den protestantiska reformationen blev den en församlingskyrka inom Svenska kyrkan. Sedermera har den blivit känd som de svenska monarkernas gravkyrka, och ordenskyrka för Serafimerorden, samt även förknippad med den moderna adeln i Sverige.

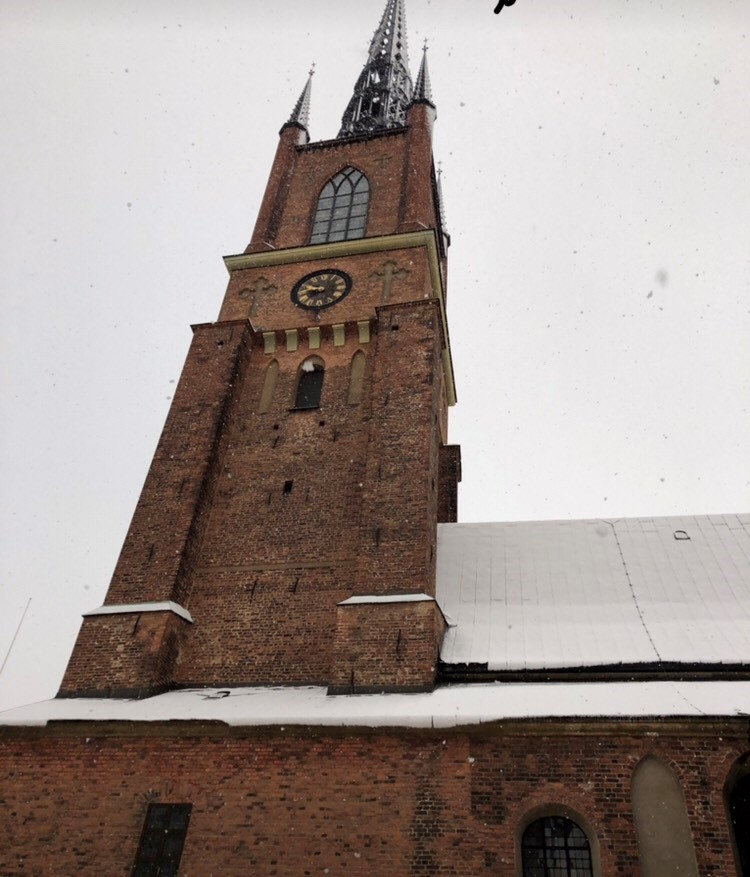
Kyrktornet.

Riddarholmskyrkan är en treskeppig basilikal kyrka, uppförd av rött tegel, med smalare, långsträckt, polygonalt avslutat kor. Ursprungligen var kyrkan tvåskeppig, och det nuvarande södra sidoskeppet var i stället en del av korsgången.  Det höga västtornet kröns av en genombruten gjutjärnsspira. Runt om kyrkan är gravkoren vidbyggda. Främst utmärker sig det Karolinska gravkoret med sitt tak i rokokostil, men även de övriga korens renässansutförande bryter av mot kyrkans ursprungliga tegelgotik. Interiören domineras av de många gravminnena, men här finns även medeltida kalkmålningar bevarade i valven.
Från och med kung Gustav II Adolfs begravning 1634 återupptogs traditionen med Riddarholmskyrkan som kunglig begravningskyrka. Samtliga svenska regenter från Gustav II Adolf till Gustaf V har fått sitt sista vilorum här, med undantag för drottning Kristina, alltså 15 monarker. De är fördelade på tre olika gravkor: det Gustavianska, det Karolinska och det Bernadotteska. Utöver regenterna vilar ett stort antal regentgemåler, prinsar och prinsessor i kyrkan. Till Riddarholmskyrkan hör också fem icke kungliga gravkor, som uppfördes under 1600-talet av olika adelssläkter. Utöver kungligheterna från 1600-talet till 1900-talet finns också två medeltida gravar framför kyrkans högaltare; enligt traditionen är medeltidskungarna Magnus Ladulås och Karl Knutsson (Bonde) begravda här. Man räknade alltså till 17 begravda regenter i kyrkan. En gravöppning 2011 visade att det inte är Magnus Ladulås som vilar i den grav som man tidigare trodde var hans.
År 1807 upplöstes Riddarholmens församling. Sedan dess fungerar kyrkan som grav- och minneskyrka, förvaltad av Riksmarskalksämbetet och Statens fastighetsverk. Den är öppen som museum under sommarmånaderna samt vid konserter, Serafimerringningar och speciella arrangemang. De enda regelbundna gudstjänster som hålls i Riddarholmskyrkan är en julotta som arrangerats av Stockholms scoutdistrikt sedan 1937   och en katolsk mässa som arrangeras av Sankta Eugenia katolska församling den 7 juni med anledning av Drottning Josephinas dödsdag (1876).

## Historia

### Medeltiden

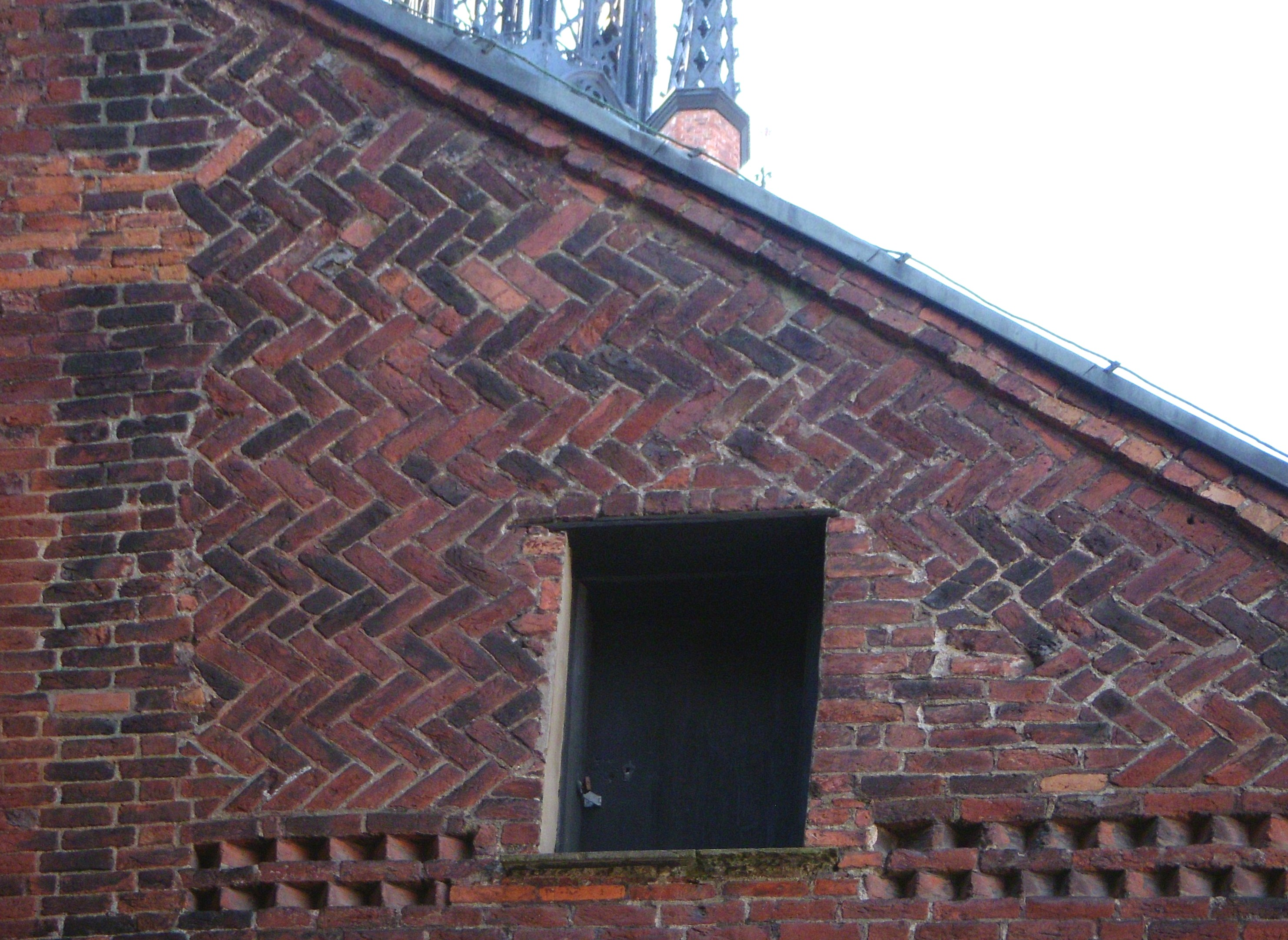
Bevarat medeltida murverk i mönsterlagda murtegel.

Riddarholmskyrkan uppfördes ursprungligen som klosterkyrka åt Gråbrödraklostret i Stockholm. Klostret grundades enligt dess bevarade diarium år 1270, men klosterkyrkan påbörjades inte förrän ungefär ett decennium senare. Man vet inte heller när hela kyrkan stod färdig, men 1292 var den åtminstone så färdig att Magnus Ladulås kunde begravas i dess kor. Vid 1300-talets ingång var den troligtvis fullbordad. Kyrkan byggdes alltså omkring 1280–1300 med långhus, kor och vapenhus i norr. Den ursprungliga planen var tvåskeppig – en vanlig plan för mendikantordnarnas klosterkyrkor i Skandinavien och norra Tyskland under medeltiden. Klosterkyrkan saknade torn, eftersom franciskanernas ordensregler inte tillät torn på klosterkyrkorna.
Under 1400-talets förra del gjordes klostrets södra korsgång om till sidoskepp genom upptagningar i södra långhusväggen. Före detta hade ett kapell, nuvarande sakristia, uppförts söder om långhusets östligaste travé. Under 1400-talet tillkom även en förhall i väster.

### Efter reformationen

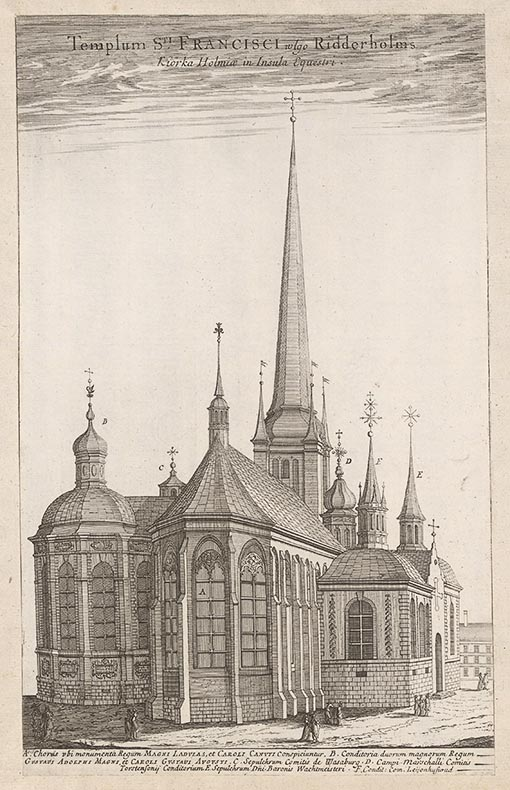
Riddarholmskyrkan i Suecia-verket 1670.

Johan III lät förhöja kyrkans västtorn till ett torn med hög spira, där spiran troligen ritades av Willem Boy. Denna kopparklädda träspira var 110 alnar hög (65,5 m) över hörnkontreforterna, enligt en ritning av arkitekten Pehr Estenberg 1798, och i så fall några meter högre än den nuvarande järnspiran.
Det första av kyrkans vidbyggda gravkor, det gustavianska gravkoret på korets sydsida, uppfördes 1633–1634 för Gustav II Adolf. Koret utformades troligen av bild- och stenhuggarmästaren Jost Henne i holländsk renässansstil. Under de närmast påföljande decennierna tillkom långhusets krans av gravkor. Jean de la Vallées planer för om- eller nybyggnad av kyrkan, samt hans förslag till det Karolinska gravkoret, kom aldrig till utförande. Karolinska gravkoret påbörjades 1675 efter Nicodemus Tessin d.ä.:s ritningar. Endast det underjordiska valvet blev dock färdigt och arbetet fullbordades inte förrän i mitten av 1700-talet, då efter moderniserade ritningar av Carl Hårleman.
Åren 1811–1817 genomgick kyrkan en genomgripande restaurering under ledning av Fredrik Blom. Därefter flyttades Statens trofésamling till Riddarholmskyrkan vid en högtidlig ceremoni 1817. Fanorna sattes upp i gravkoren och runt pelarna.
Den 28 juli 1835 slog blixten ned i Riddarholmskyrkans torn. Därvid uppstod en svårsläckt eldsvåda som varade i tre dagar. Vid Riddarholmskyrkans brand 1835 störtade tornspiran samman och det brann i stentornet liksom i hela övre delen av själva kyrkan. Småtornen stod länge emot, men föll slutligen och klockorna föll ned från sina ställningar. Man lyckades dock hindra elden att komma in i kyrkans inre. Det rapporterades om Riddarholmskyrkans brand 1835 i nyhetsmagasin och om utseendet efter branden. Vid återuppbyggnaden 1838–1841 var avsikten först att kyrkan i allt skulle återställas till sitt tidigare utseende, men istället tillkom genom kungens beslut den karaktäristiska gjutjärnsspiran, från Åkers styckebruk (möjligen efter idé av Samuel Owen). Den nygotiska formen ritades av skulptören Erik Gustaf Göthe men slutfördes av arkitekten Carl Gustaf Blom Carlsson. En föregångare var den nya gjutjärnsspiran för Katedralen i Rouen, som dock kom att bli så ifrågasatt att bygget, när arkitekten dog, för en tid avbröts innan den slutligen ändå fullföljdes. En förutsättning för båda spirorna var den framväxande järnindustrins potential i respektive land.
Kyrkans höjd, från lägsta marknivå vid högkoret till korsets topp är idag 90,8 meter.
Den nuvarande kyrkklockan, Serafimerklockan, göts 1839 av Klockgjuteribolaget I. Seipel & Co, efter modell av bildhuggaren Axel Magnus Fahlcrantz med återanvändande av brons från de äldre klockorna som förstördes i branden.
Kyrkans restaurering fullföljdes 1841–1846 i vissa delar av stadsarkitekten i Stockholm, Per Axel Nyström den äldre (1793–1868). Efter restaureringen sattes trofésamlingen, den svenska statens samling av militära troféer, upp igen på samma sätt som före branden 1835. Åren 1856–1860 tillkom kyrkans sista större tillbyggnad: det Bernadotteska gravkoret, ritat av Fredrik Wilhelm Scholander. Statens trofésamling fanns i Riddarholmskyrkan fram till 1906, då större delen av den flyttades och införlivades i Armémuseum. (Ett urval fanor och troféer kvarstod dock i kyrkan fram till början av 1970-talet.) 
Kyrkan restaurerades igen 1914–1922 under medverkan av hovintendenten och arkitekten Gustaf Lindgren. De vetenskapliga undersökningarna av kyrkan leddes av arkitekten m m Martin Olsson, sedermera professor och riksantikvarie. Medeltida putsytor och golvet av gravhällar återställdes minutiöst vid restaureringen. Slutkostnaden för denna renovering blev 525 000 kronor.
En av de ursprungliga hörntornens spiror från 1830-talet står numera uppställd utanför Tekniska museet i Stockholm. Nuvarande tornspiror är till stor del rekonstruerade vid 1967–1970 års restaurering, där dock mer ornamentala delar är de ursprungliga.

### Historiska bilder

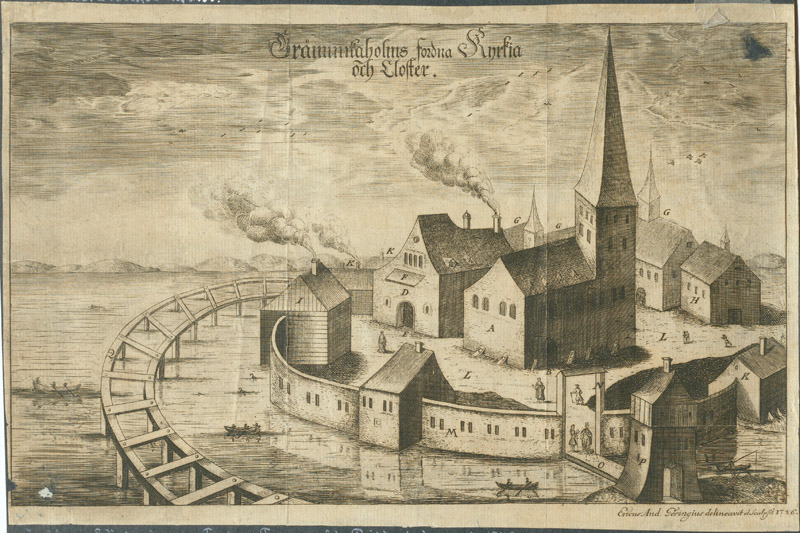
Riddarholmen med Riddarholmskyrkan och Gråbrödraklostret, efter ett träsnitt från 1524, benämnt Blodbadstavlan. Kopparstick av Eric Geringius, 1726.
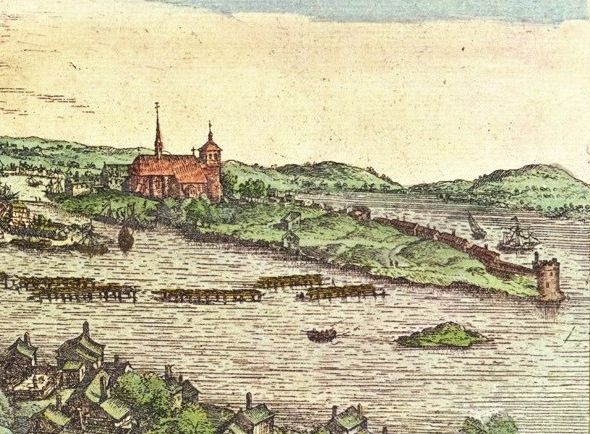
Riddarholmskyrkan från norr på 1570-talet.
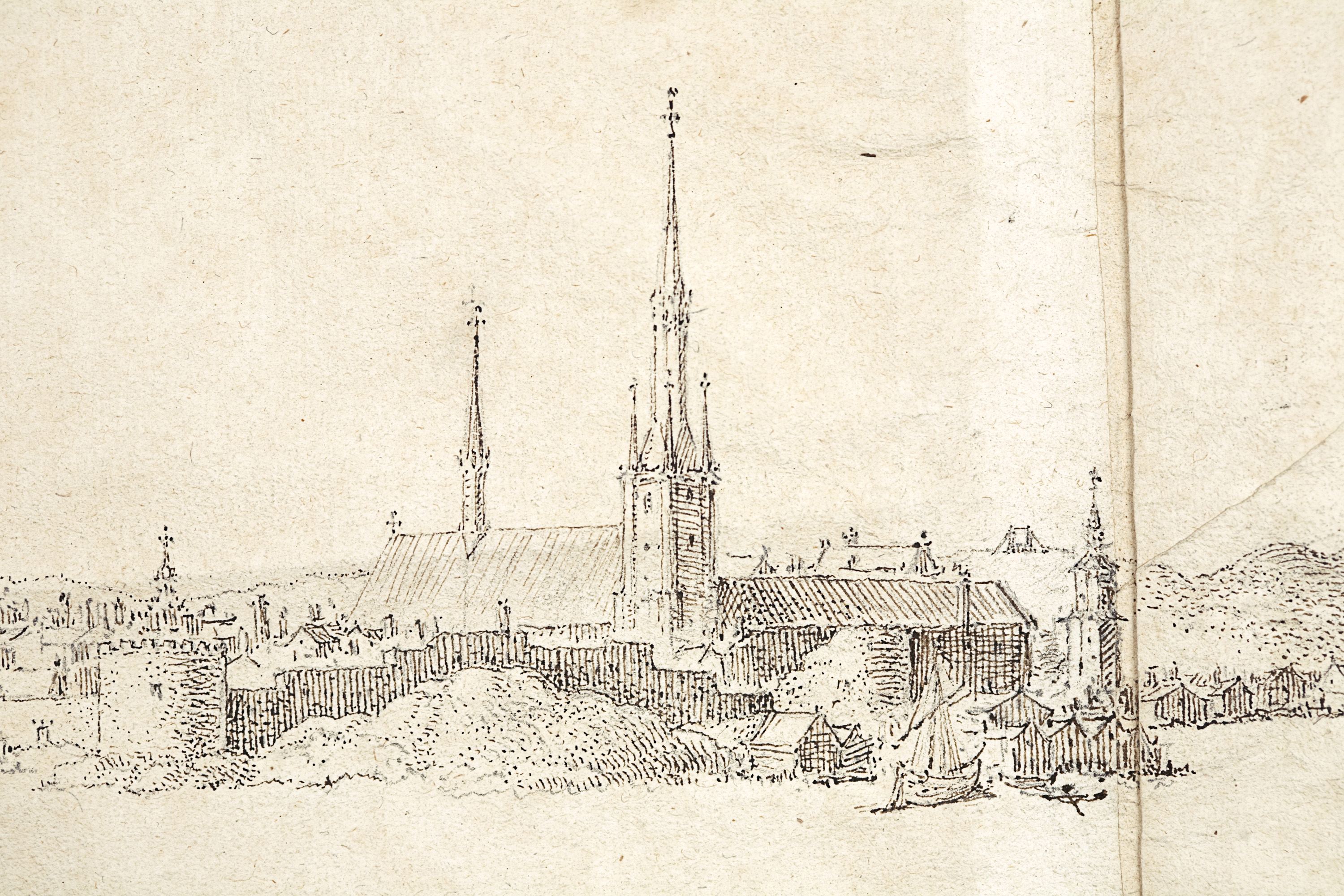
Riddarholmskyrkan från Kungsklippan på 1630-talet.
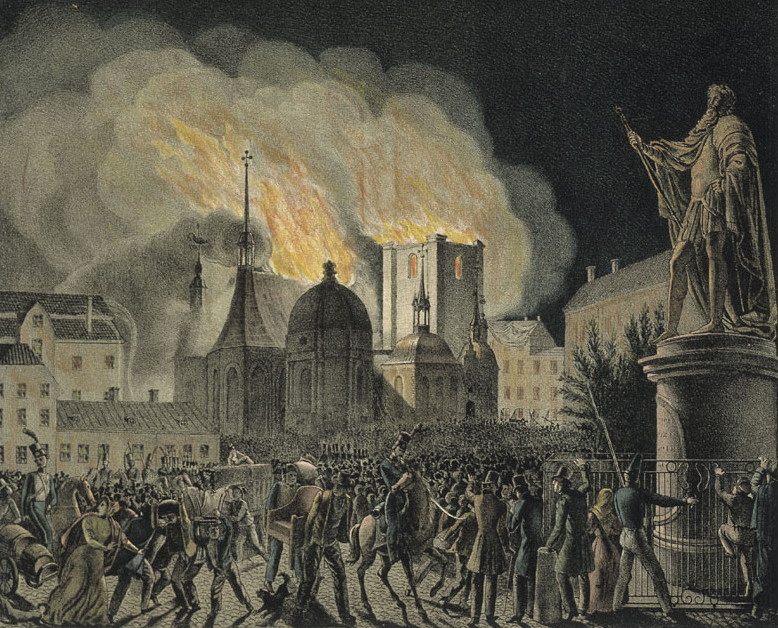
Riddarholmskyrkans brand den 28 juli 1835.
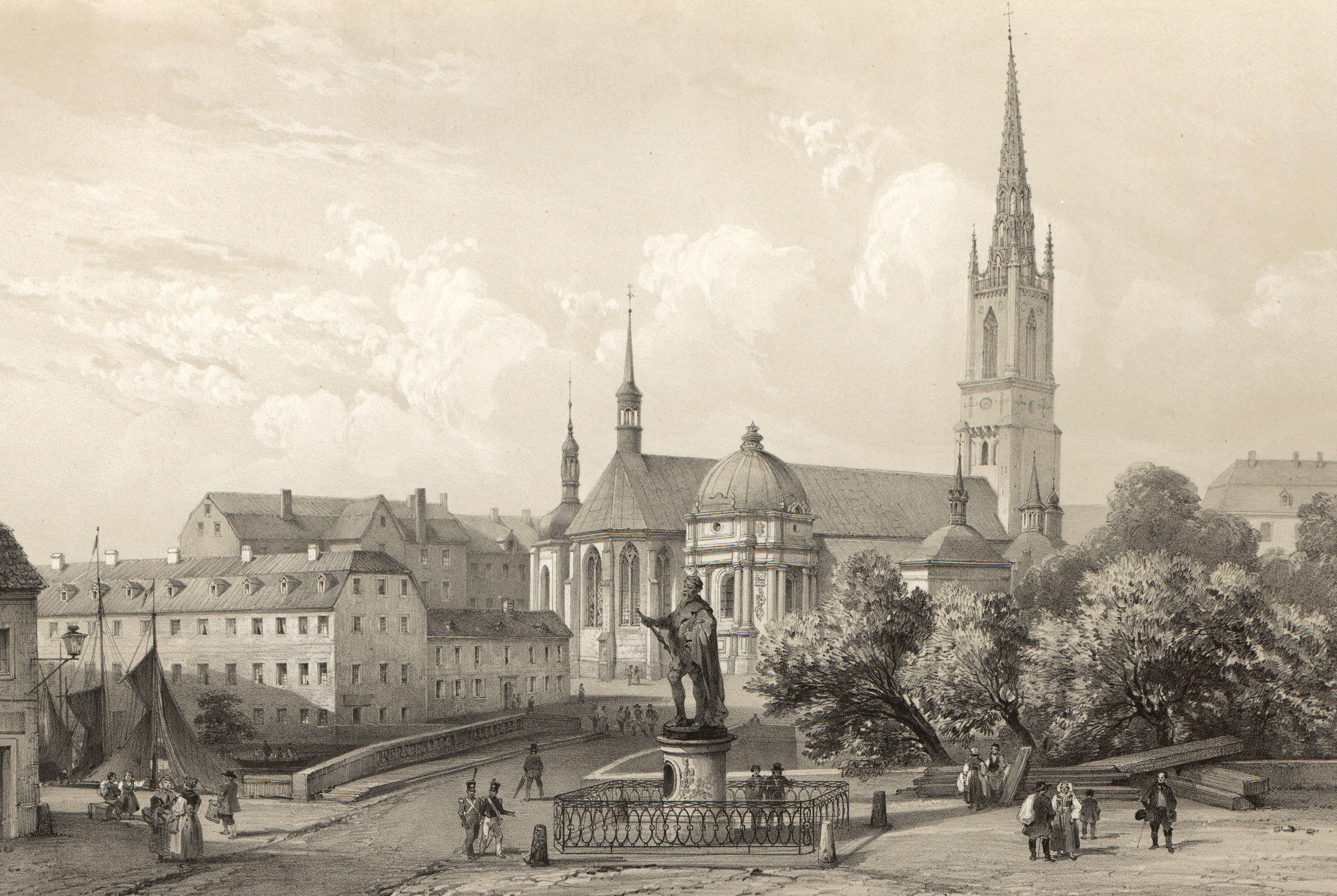
Riddarholmskyrkan med ny spira 1852.
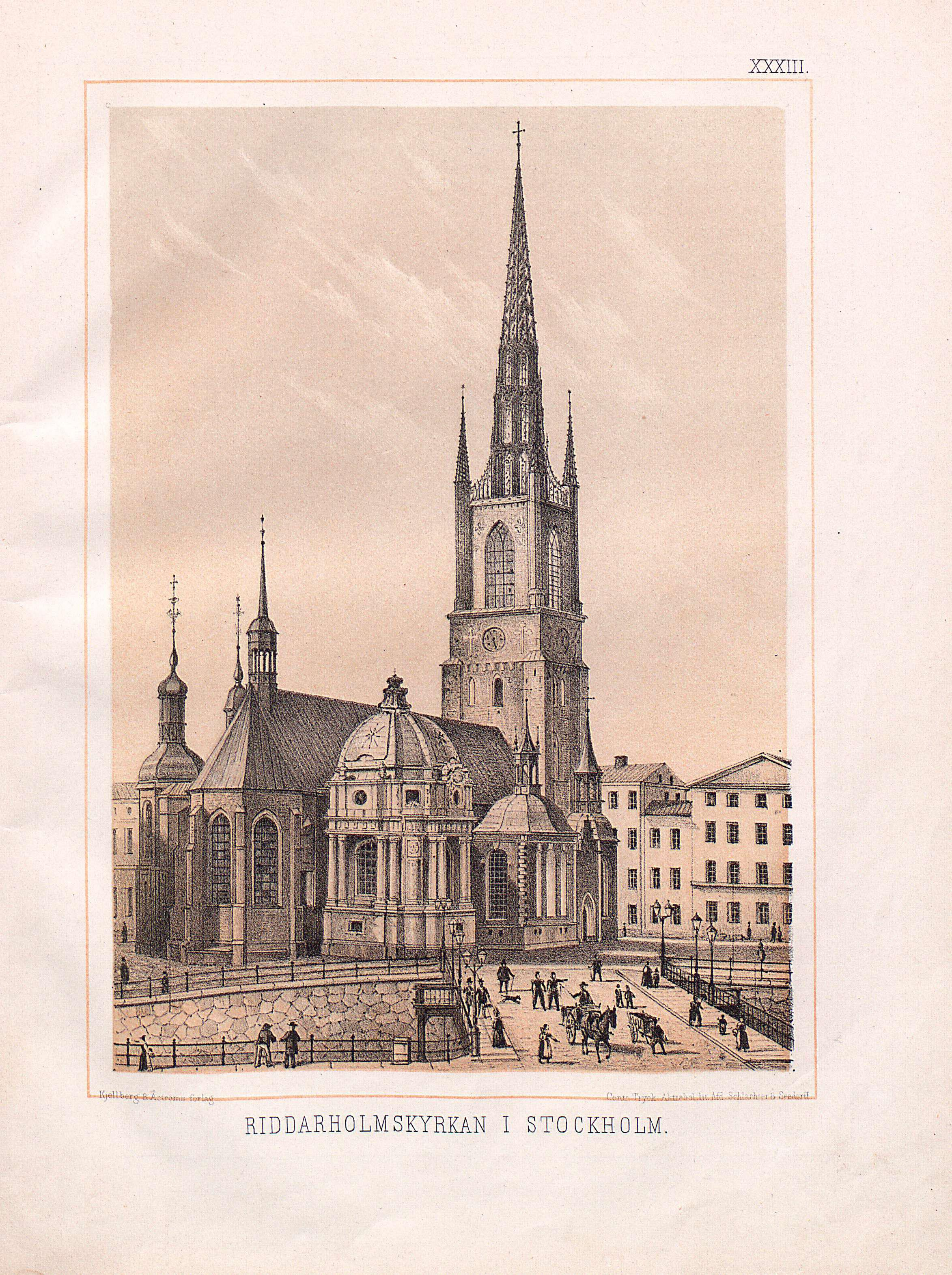
Färglitografi från 1874.

## Inventarier
Altaruppsatsen i Riddarholmskyrkan är utförd 1678 och de närmast därefter följande åren av bildhuggaren Peter Schultz efter ritningar av Nicodemus Tessin d.ä. eller dennes son (Abraham Winandtz Svansköld) . Den förenklades i början av 1800-talet. Altartavlan är från samma tid som altaruppsatsen, men av en okänd konstnär. Altarskivan härstammar från medeltiden. På den finns ”invigningskors” inristade, från altarinvigningar vid två tillfällen under medeltiden. Även en relikgömma finns i altarskivan, som troligen tillhört Riddarholmskyrkans ursprungliga medeltida högaltare, varav rester finns bevarade under trappan framför det nuvarande altaret.
Ovanför de två gravarna i koret hänger en stor ljuskrona i silver. Den är utförd i Augsburg av Andreas Wickert d.ä. och var en gåva till kyrkan från Hedvig Eleonora till minne av Karl X Gustav.

## Orgel
Nuvarande orgel byggdes 1920 av E. A. Setterquist & Son, Örebro. Orgelfasaden i empir ritad av Fredrik Blom är kvar från en tidigare orgel.

### Kronologi
- 1531: Ett äldre positiv flyttas från det då stängda S:ta Clara kloster till Riddarholmskyrkan och används därefter av hospitalet på Riddarholmen.
- 1551: Hospitalet flyttar till Danviken och i samband med det flyttas också positivet med till den där nyuppförda kyrkan.
- 1574: Kyrkans räkenskaper omtalar att "ett gammalt Orgelwärck blifwit uplagdt och med en ny messings Pegel förbättradt".
- 1647: Ett positiv anskaffas, tillverkat av organisten Ernest Salchow.
- 1650: Mäster Kort snickare tillverkar "et Skranck werche omkring Possetiffuet".
- 1653: Trots ekonomiska svårigheter skrivs kontrakt med hovorgelbyggaren Franz Boll i Stockholm om en ny orgel.
- 1654: Hälften av det gamla positivet skänks till den nybyggda Katarina kyrka. Den andra hälften säljs för 169 daler Kmt.
- 1655: Den nya orgeln står färdig. Betalningen till Boll utgör 4073 daler Kmt samt gravplats i kyrkan för orgelbyggaren och hans familj.
- 1663: Franz Boll utför en reparation.
- 1670: Instrumentmakaren Eric Larsson reparerar orgeln.
- 1685: Orgeln repareras av Johan Nette från Wien, som tillfälligt är verksam med orgelreparationer i Stockholm.
- 1694: Åskan slår ned i Riddarholmskyrkan den 10 augusti och dödar två personer under aftonsången.
- 1696: Kontrakt om en ny orgel skrivs med Hans Heinrich Cahman i Uppsala.
- 1697: Franz Bolls orgel tas ner och säljs till Kungsholms kyrka.
- 1700: Orgeln fullbordas efter Hans Heinrich Cahmans död av dennes son Johan Niclas Cahman. Instrumentet erhåller 28 stämmor fördelade på två manualer och pedal.
- 1714: Johan Niclas Cahman reparerar orgeln.
- 1720: Det klagas över att orgelverket ännu inte är "med målning och behörige Zirather utprydt".
- 1734: Fasaden och läktaren fullbordas då hovfröken Emerentia von Düben skänker 2100 daler Kmt till orgelläktarens prydnad.
- 1741: Orgeln repareras av Cahmans gesäll Olof Hedlund.
- 1753: Kompanjonerna Jonas Green och Petter Stråhle utför en reparation.
- 1791: En större reparation utförs av Olof Schwan, Stockholm.
- 1799: Schwans gesäll Fredric Rudberg reparerar orgeln.
- 1802: Olof Schwan reparerar verket ännu en gång.
- 1817: Verket tas ner och en större ombyggnad kontrakteras med Schwans gesäll Zacharias Liljefors, som avlider 1818.
- 1819: Pehr Strand, Stockholm, bygger en ny orgel och återanvänder fasadpipor från Cahmanorgeln. Fasaden ritas av arkitekt Fredrik Blom. Instrumentet erhåller 14 stämmor fördelade på en manual och pedal.
- 1835: Orgeln skadas vid tornbranden.
- 1839-40: Pehr Zacharias Strand, Stockholm, bygger en ny orgel, eller bygger om den tidigare, och återanvänder den tidigare orgelns fasad. Instrumentet erhåller 15 stämmor fördelade på en manual och pedal.
- 1918: Innerverket tas ner inför kyrkans restaurering.
- 1920: E. A. Setterquist & Son, Örebro, bygger den nuvarande orgeln och återanvänder den tidigare fasaden. Instrumentet erhåller 6 stämmor fördelade på en manual och pedal.[15]

### Disposition
| Manual (C-g3)       | Pedal (C-f1)         | Koppel                         |
| ------------------- | -------------------- | ------------------------------ |
| Borduna 16'         | Subbas 16' (transm.) | Man/Ped                        |
| Principal 8'        |                      | Man 4'/Man                     |
| Flûte harmonique 8' |                      |                                |
| Salicional 8'       |                      |                                |
| Oktava 4'           |                      |                                |
| Kalkant             |                      | Utlösare, piano, forte, tutti. |

## Gravar

### Kungliga gravar

#### Gravmonument till kungarna Magnus och Karl

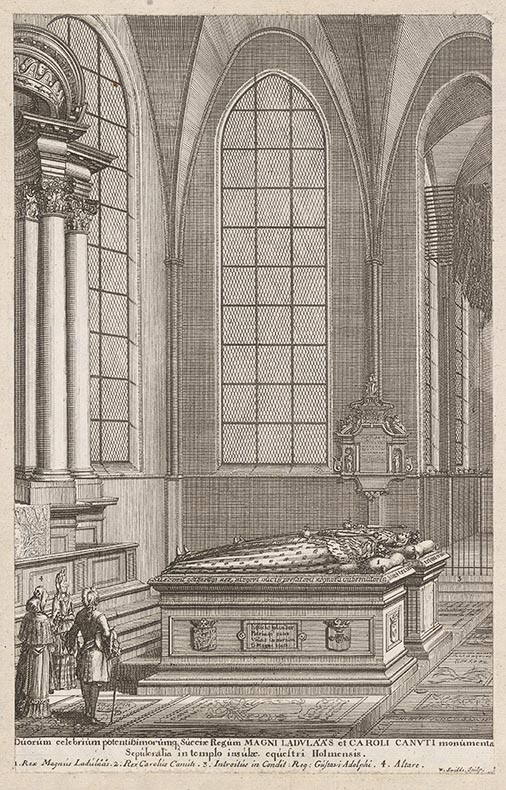
Gravarna i Suecia-verket 1696

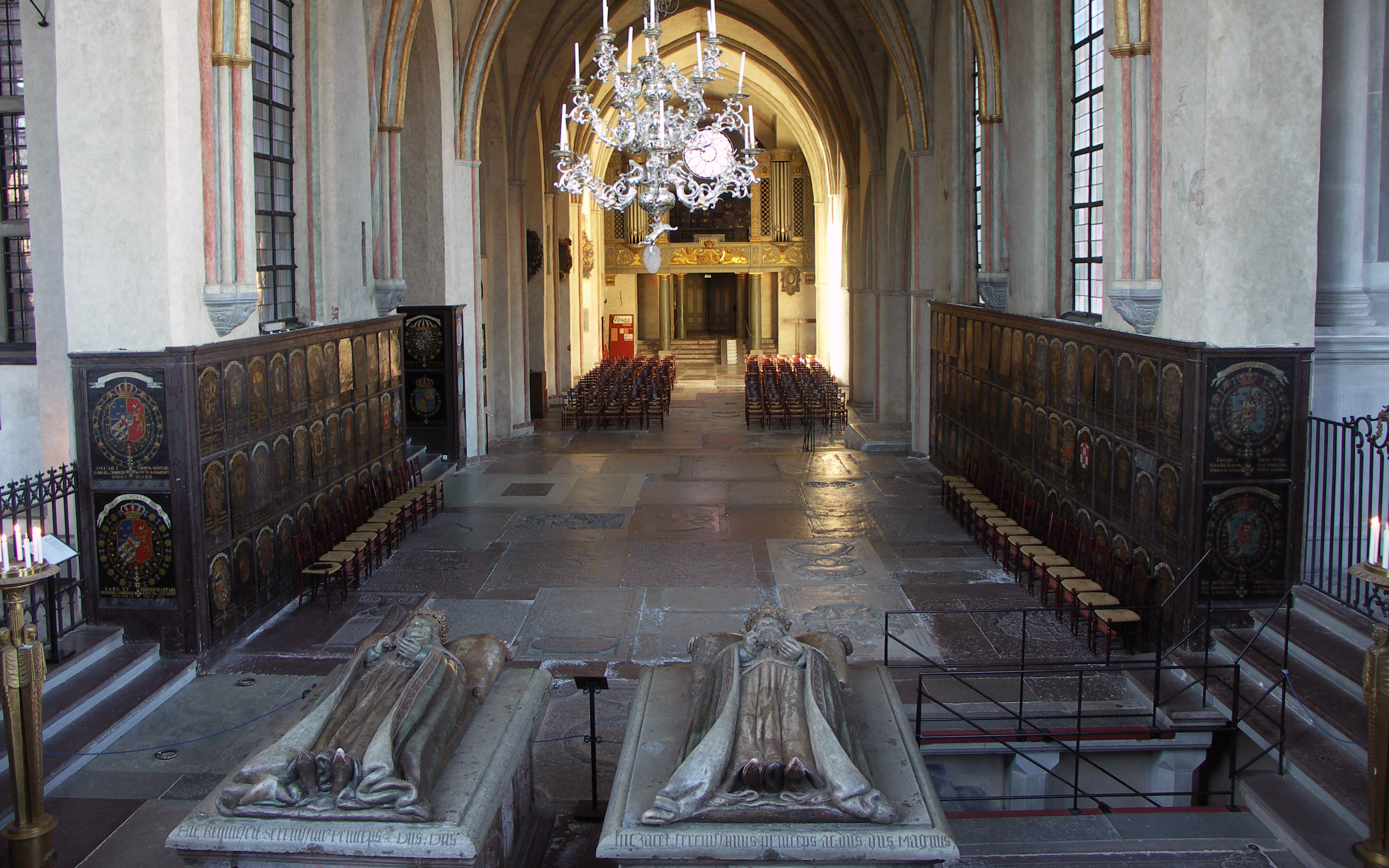
Högkoret mot väster, närmast kameran gravmonumenten över Karl Knutsson (vänster) och Magnus Ladulås (höger).

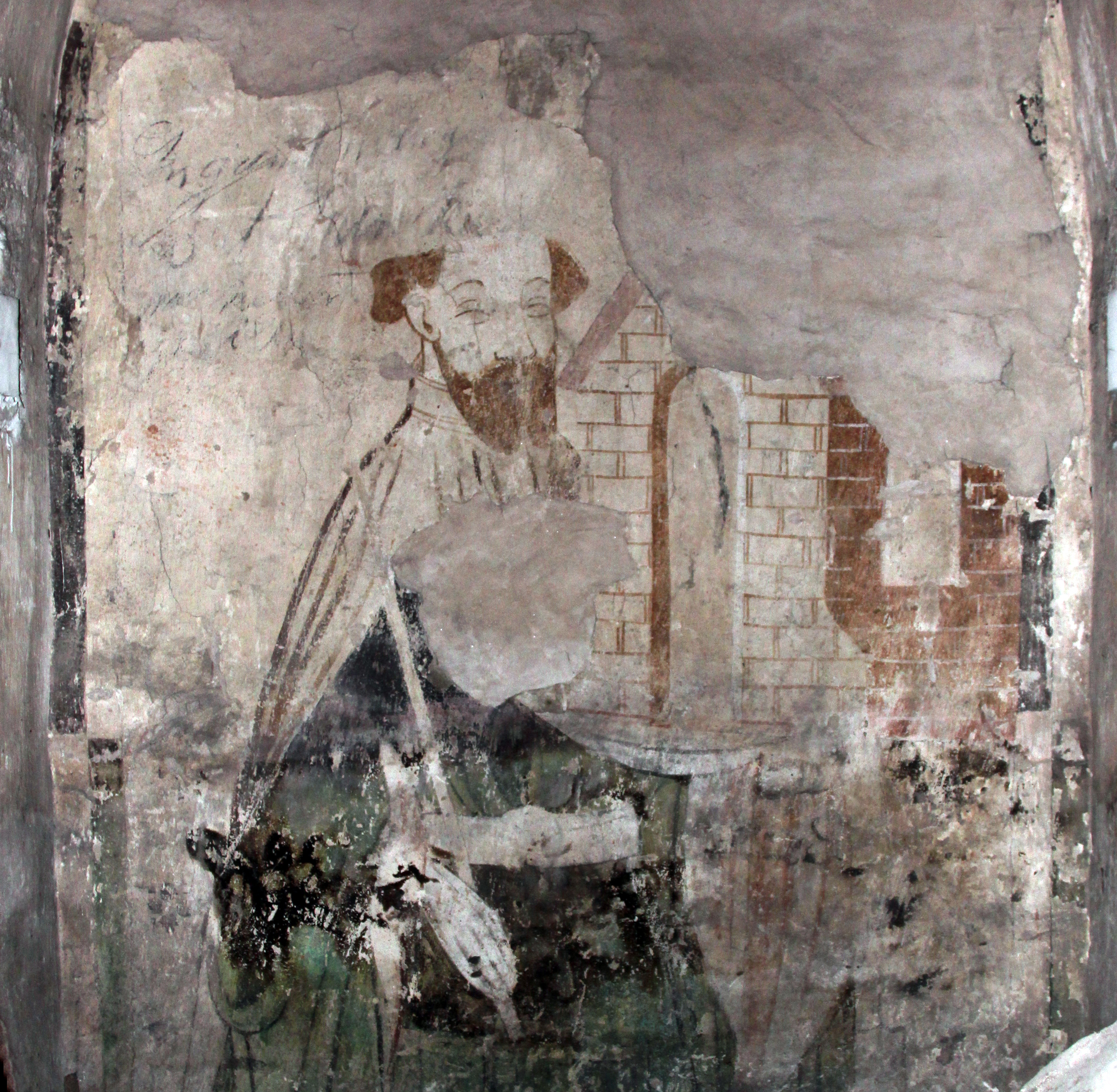
Medeltida väggmålning på kyrkvinden ovanför valven föreställande kung Magnus Ladulås.

Framför Riddarholmskyrkans högaltare finns två gravmonument över de medeltida kungarna Magnus Ladulås (död 1290) och Karl Knutsson (Bonde) (1408/09–1470). Åren 1573 och 1574 lät Johan III sätta upp dessa gravtumbor, utförda av nederländaren Lucas van der Werdt. Tumborna är utformade med liggande bildstoder av de båda kungarna, iförda kunglig skrud och med regalierna: krona, spira och äpple. Ursprungligen har kungafigurerna varit rikt bemålade i klara färger, men idag återstår bara mindre rester av färgen. Tumban över Magnus Ladulås ersatte ett ursprungligt medeltida gravmonument, från vilket endast inskriptionen är känd.
Gravtumborna är alltså i sig inga gravar, men har ansetts stå i förhållande till gravplatser som finns under golvet.
Den norra gravplatsen har ansetts vara Magnus Ladulås', men 2011 visade en analys av skeletten i graven att de är alldeles för unga för att tillhöra Magnus Ladulås och hans familj. Gravtumban visar en liggande Magnus Ladulås med halvlångt skägg, iförd kungakrona och sammetskappa samt hållande äpple och spira, med huvudet i väster. Runt locket finns en inskrift, som i översättning lyder: ”Här vilar den allernådigste fursten och herren, herr Magnus, svears och göters konung, son till Birger jarl, styresman över förutnämnda riken, systers barnbarn till samma rikens konung Erik, med namnet den tolfte. Han dog 1290 i sitt trettonde regeringsår. Må hans själ leva i evig ära.” Texten författades av Rasmus Ludvigsson, sekreterare i Johan III:s kansli. Den innehåller den felaktiga uppgiften att Magnus mor, prinsessan Ingeborg, skulle ha varit syster till kung Erik Knutsson, medan hon egentligen var syster till dennes son kung Erik Eriksson, samt den oegentliga uppgiften, tidstypisk för Johan III:s regering, att någon av dessa Erikar skulle ha burit ordningsnumret tolv.
Själva monumentet är alltså tomt, men vid en öppning 1915 och 1916 återfanns snett därunder en gravkammare, med samma slags ursprungligt murverk som i övriga kyrkan, i vilken lämningar av sju individer fanns. Man ansåg sig då kunna identifiera kung Magnus själv, hans drottning Helvig, parets sonson Magnus Birgersson samt möjligen dottern Rikissa Magnusdotter. Benen sorterades då efter ålder och kön och lades i sju kopparskrin. Graven öppnades igen 2011 och skeletten undersöktes då med kol 14-metoden. Man kunde konstatera att de härstammade från personer som begravts cirka 1430–1520 och därmed omöjligen kunde tillhöra Magnus Ladulås med familj. Ansvariga för den undersökningen anser emellertid att kung Magnus med familj finns begravda någonstans i kyrkan, och undersökningarna fortsatte att fokusera på områden kring stiftargravarna.
Den södra gravplatsen finns under ett monument tillägnat kung Karl Knutsson (Bonde). Tumban med den liggande kungastatyn visar en skägglös Karl Knutsson iförd kungakrona och sammetskappa, hållande äpple och spira, liksom Magnus Ladulås med huvudet orienterat åt väster. Inskriptionen runt locket lyder i översättning: "Här vilar den allernådigste fursten och herren, herr Karl, den lysande riddaren herr Knuts son, svears, göters och norrmäns konung. Han lämnade detta liv nådens år 1470 i sitt tjugoandra regeringsår. Må hans själ njuta den eviga stillheten." Även denna grav undersöktes 1915–1916. Kistan, som varit av trä och överdragen med tyg, befanns vara förmultnad men orörd. Kungen bar vid begravningen en dräkt av sammet, med jacka som snördes ihop framtill med silversnoddar. Sannolikt var dräkten sobelbrämad, eftersom sobelhår kunde iakttas vid undersökning med mikroskop. På fötterna bar kungen snabelskor, som befanns vara i välbevarat skick.
Professor Ola Kyhlberg har i sin bok om de två gravplatserna under de här monumenten, kallat dem för Stiftargravarna. Han menar att det är sannolikt att även kungarna Valdemar (Magnus Ladulås bror) och Erik (son till Magnus Eriksson) samt den förres son Erik Valdemarsson har begravts där. Teserna kan idag ses som problematiska eftersom de senare gravundersökningarna visat att stoften efter de tre kungarna inte finns rakt under monumentet över Magnus, som man tidigare trott.

#### Gustavianska gravkoret

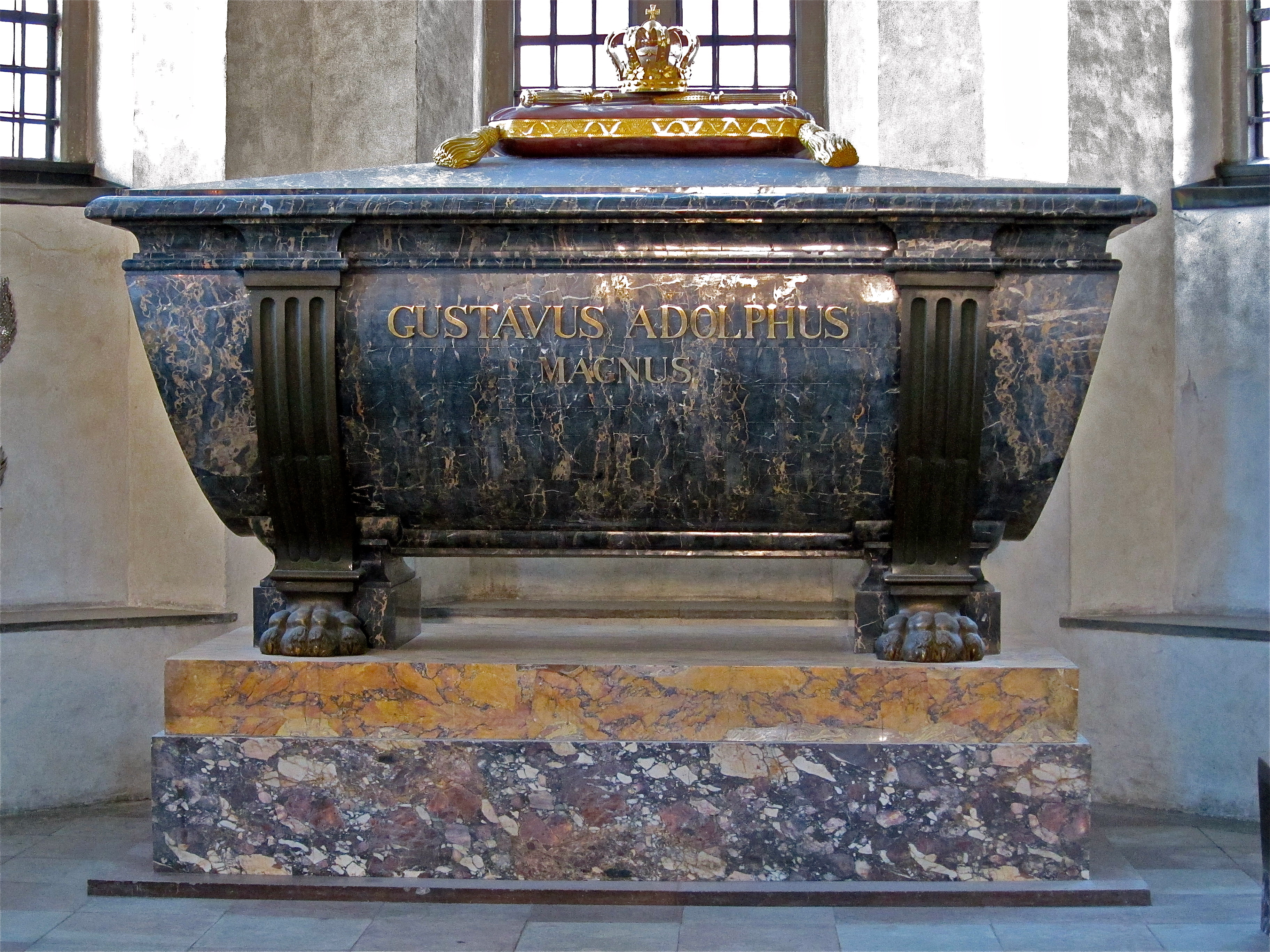
Gustav II Adolfs sarkofag.

Söder om koret ligger det gustavianska gravkoret. Det uppfördes för Gustav II Adolfs (1594–1632) räkning. Redan före sin avresa till trettioåriga krigets Tyskland utsåg kungen en gravplats åt sig i Riddarholmskyrkan. Efter att kungen stupat i slaget vid Lützen den 6 november 1632 påbörjades bygget av gravkoret, som var färdigt 1634. På utsidan omges gravkoret av kartuscher huggna i sten med olika inskriptioner på latin. Under takfoten finns en inskription som idag är svårtydd, och ursprungligen var förgylld, som säger:
| ” | GLORIA ALTISSIMO / SUORUM REFUGIO / SEPULTURA POTENTISSIMI PRINCIPIS / GUSTAVI ADOLPHI MAGNI / DEI GRATIA / REGNORUM SUECIAE REGIS INCOMPARABILIS / QUI / REGNO UNDIQUE HOSTIBUS OBSESSO / AD IMPERIUM INTRAVIT / PACATIS DENIQUE DANIS / MOSCOQUE ET POLONO MITIORIBUS FACTIS / REGNUM AMPLIAVIT / SUMMA QUE PRUDENTIA REGNUM GUBERNAVIT / TANDEM RETRUSO CAESARE / GERMANISQUE PAPAE DEFORMATIONE / LIBERATIS / IN PUGNA LUTZENSI VICTOR / HEROICE OCCUBUIT / VI CAL. NOVEM. ANNO DOM. MDCXXXII | „ |

På svenska betyder detta:
| ” | Lovad vare den Högste / de sinas tillflykt / den Stormäktigste Fursten / Gustav Adolf den Store / av Guds nåde / det svenska väldets oförliknelige Konungs grav / som / tillträdde regeringen medan Riket var ansatt av fiender / från alla håll / Sedan han därefter tvingat danskarna till fred / och underkuvat moskoviten och polacken / utvidgade han sitt välde / genom mildare bedrifter och styrde det med högsta klokhet / Och sedan han omsider drivit bort kejsaren / och befriat tyskarna från det påvliga oket / dog han som segrare / hjältedöden vid Lützen / den 6 november 1632. | „ |
| – | |   |

Det finns även kartuscher under utsidans fönster, även dessa med inskriptioner på latin som säger:
| ” | IN AUGUSTIIS INTRAVIT / PIETATEM AMAVIT / HOSTES PROSTRAVIT / REGNUM DILATAVIT / SUECOS EXALTAVIT / OPPRESSOS LIBERAVIT / MORIENS TRIUMPHAVIT | „ |

På svenska betyder detta:
| ” | Under svårigheter började han / Fromheten älskade han / Fienderna besegrade han / Riket utvidgade han / Svenskarna upphöjde han / De förtryckta befriade han / Döende segrade han. | „ |
| – | |   |

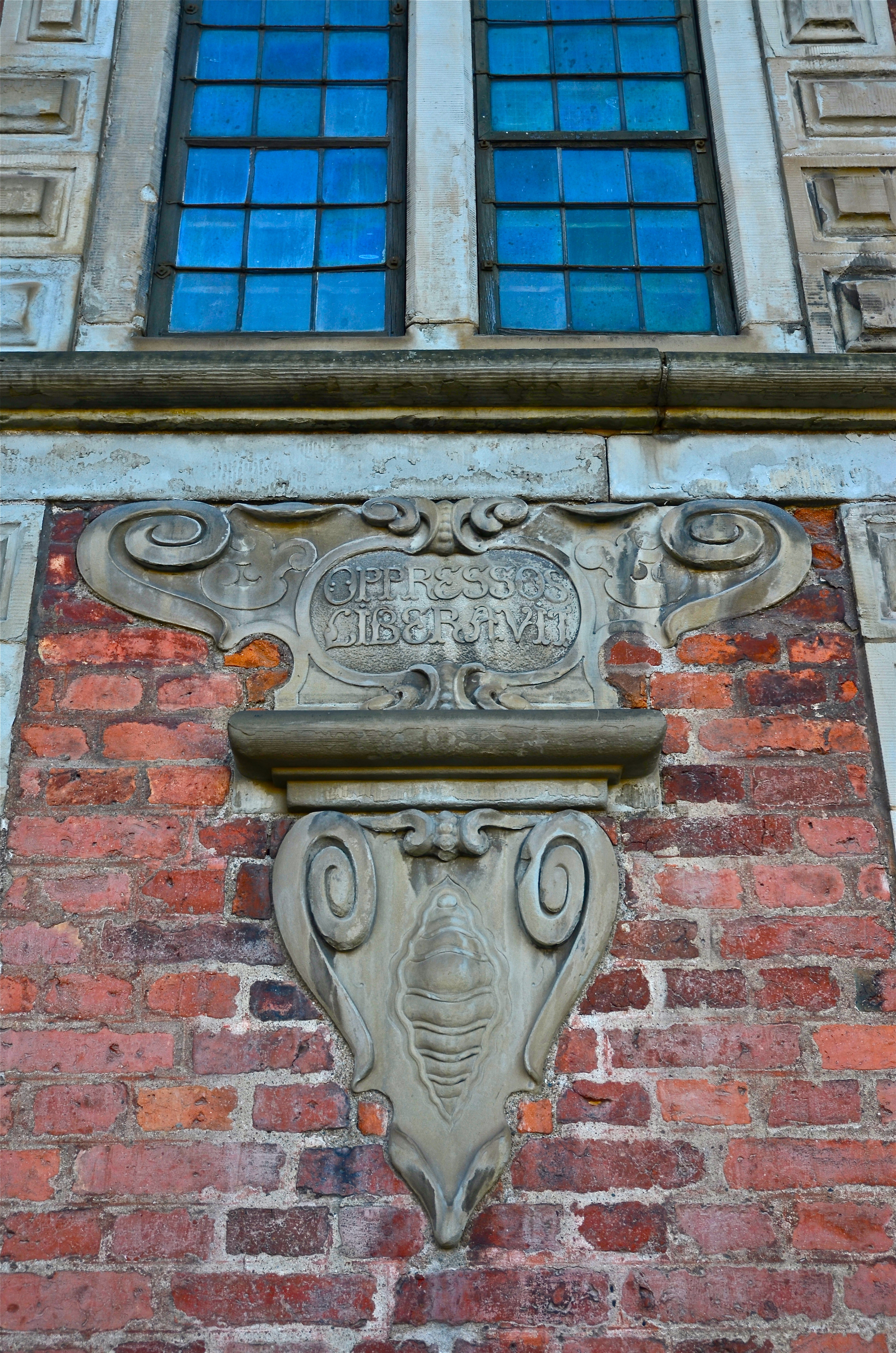
Dekoration under fönstret med kartusch som säger: OPRESSOS LIBERAVIT (De förtryckta befriade han)

Gustav Adolf begravdes den 22 juni 1634 och hans sarkofag står i gravkorets fond. Den är utförd av mörk ådrig marmor från Italien och bär inskriptionen GUSTAVUS ADOLPHUS MAGNUS (”Gustav Adolf den store”). Ursprungligen stod kungens ekkista, innesluten i en kista av tenn, i gravkorets undre valv. Till tvåhundraårsminnet av hans död 1832 flyttades kistan till den nuvarande sarkofagen, som egentligen beställdes för Adolf Fredriks räkning av Gustav III och skulpterades i Rom 1772–1774. Sarkofagen utformades av arkitekten Giacomo Quarenghi.
I Gustavianska gravkoret vilar förutom Gustav II Adolf, främst i den underjordiska kryptan, ytterligare 20 kungligheter, bland dem kungarna Adolf Fredrik, Gustav III, Gustav IV Adolf och Karl XIII.
De som dog på 1600-talet har lagts i kistor av tenn, medan de övriga i de flesta fall vilar i ekkistor, klädda med sammet beströdd med broderade kronor. Nedgången till kryptan döljs av hällar av grön kolmårdsmarmor, på vilka finns en latinsk inskription av Gudmund Jöran Adlerbeth. Den lyder i översättning:
| ”                         | Nalkens vördnadsfulla, I som besöken dessa rum, och bevisen de ärebetygelser, som tillkomma hjältarnas stora andar av den Gustavianska Vasaätten. I skåden gravstället, I beträden de helgade råmärken, där blott få steg skilja Eder från den store Gustaf Adolfs stoft | „ |
| – Gudmund Jöran Adlerbeth | |   |

#### Karolinska gravkoret

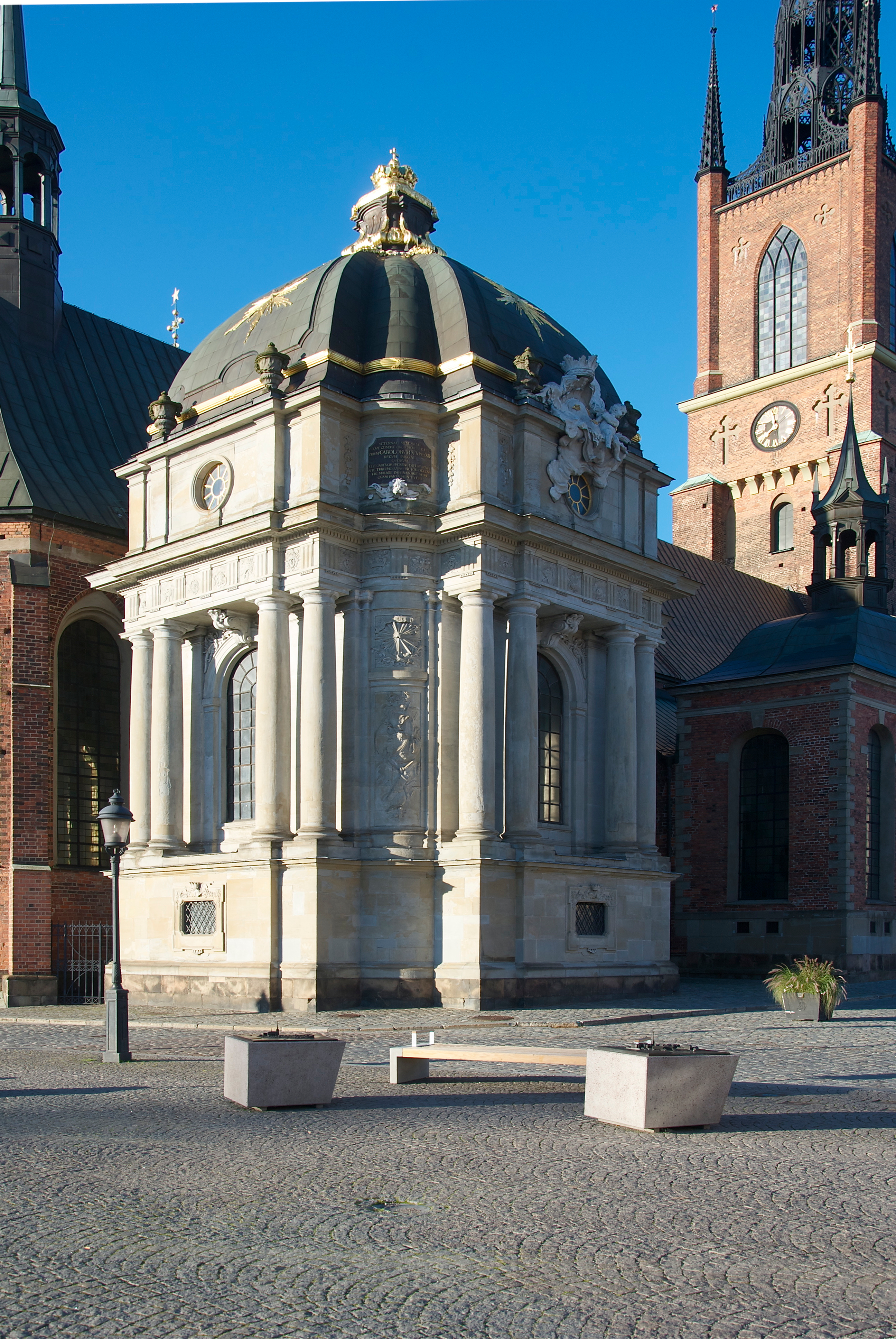
Karolinska gravkoret från utsidan

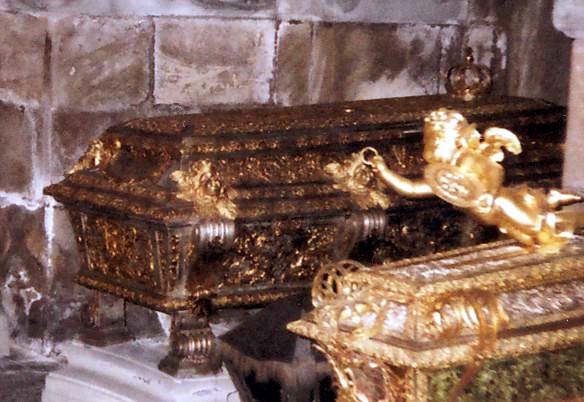
Ulrika Eleonora d.ä.:s kista i Karolinska gravkorets krypta.

Norr om koret, mittemot det gustavianska, ligger det karolinska gravvalvet, uppfört i grå sandsten från Gotland. Det är ritat av Nicodemus Tessin d.ä. och påbörjades 1671. Carl Hårleman modifierade och fullbordade gravkoret 1743. 
I en sarkofag av svart marmor, utförd i Holland och troligen ritad av Nicodemus Tessin d.y., i det övre valvet vilar Karl XII (1682–1718). På sarkofagens lock ligger, utöver kronan, spiran och svärdet, även lejonhuden och Herkulessvärdet, allt i förgylld mässing, som symboler för makt och styrka. På en flik av lejonhuden står CAROLUS XII (”Karl XII”). I samband med gravöppningen 1917 reparerades sarkofagen. Kungens kropp vilar i en enkel vit svepning av linne utan dekorationer och bär på huvudet en lagerkrans samt på händerna handskar av sämskskinn. På väggen vid sarkofagen hängde tidigare nycklar till fästningen Thorn i Polen, erövrad 1703, och intill stod ett standar som sägs ha erövrats av Karl XII personligen. Vid östra och västra väggen i gravkoret vilar drottning Ulrika Eleonora d.y. (1688–1741) och hennes man kung Fredrik I (1676–1751) i sarkofager av grön kolmårdsmarmor, ritade av Carl Hårleman.
I det undre valvet (kryptan) vilar flera kungar med sina respektive gemåler. Rakt fram vilar Karl X Gustav (1622–1660) och hans hustru drottning Hedvig Eleonora (1636–1715) i kistor av tenn, den förra ritad av Hindrich de la Vallée och den senare av Tessin d.y. Till vänster ligger Karl XI (1655–1697) och drottning Ulrika Eleonora d.ä. (1656–1693) i tennkistor ritade av Tessin d.y. och utförda av konstnärer som Carlo Carove och Burchard Precht. I det undre gravvalvets hörn står kistor för Karl XI:s söner som dog i späd ålder: prins Ulrik (1684–1685) i nordöst, prins Gustaf (1683–1685) i nordväst, prins Karl Gustaf (1686–1687) i sydöst och prins Fredrik (1685–1685) i sydväst. Alla kistorna, utom prins Fredriks, är utförda av förgyllt tenn och ritade av Tessin d.y., tydligt påverkad av italienaren Lorenzo Bernini. I karolinska gravkorets undre valv vilar också prinsessan Hedvig Sofia (1681–1708).
På utsidan av de karolinska gravkoret finns flera latinska sentenser, i det nordöstra hörnet står det:
| ” | AETERNE MEMORIE / UTQUE CONDAT QUOD MORTALE FUIT / TRIUM CAROLORUM X XI ET XII / REGUM SVECIAE / QUORUM / ILLE QUATVOR PROVINC(IIS) IMPER(IUM) AUXIT / ISTE TRIB(US) UNO ANNO VICTOR(IIS) DEFEND(IT) / HIC MALUIT IMPERATORIE MORI QUAM PARTA NON TUERI. | „ |

I det nordvästra hörnet står det:
| ” | ATQUE REGINARUM / PIET(ATE) ALIISQUE SUMM(IS) VIRT(UTIBUS) ILLUSTRIUM / HEDEVIGIS ELEONORAE ET ULRICAE ELEONORAE / SIBIQUE / MONUMENT(UM) HOC POSUERUNT FREDERICUS ET ULRICA ELEON(ORA) REX ET REGINA SUECIAE / ANNO MDCCXLI | „ |

Vilket på svenska betyder:
| ” | Till evigt minne och för att bevara de jordiska kvarlevorna av de tre svenska konungarna Karl X, Karl XI och Karl XII, av vilka den förste utvidgade riket med fyra provinser, den andre försvarade det genom tre segrar på ett år och den tredje hellre ville dö som härskare än icke skydda det som erövrats, och (för att bevara de jordiska kvarlevorna av) drottningarna Hedvig Eleonora och Ulrika Eleonora, berömda för fromhet och för andra dygder, och åt sig själva, uppreste Fredrik och Ulrika Eleonora, konung och drottning av Sverige, detta minnesmärke år 1741 | „ |
| – | |   |

#### Bernadotteska gravkoret

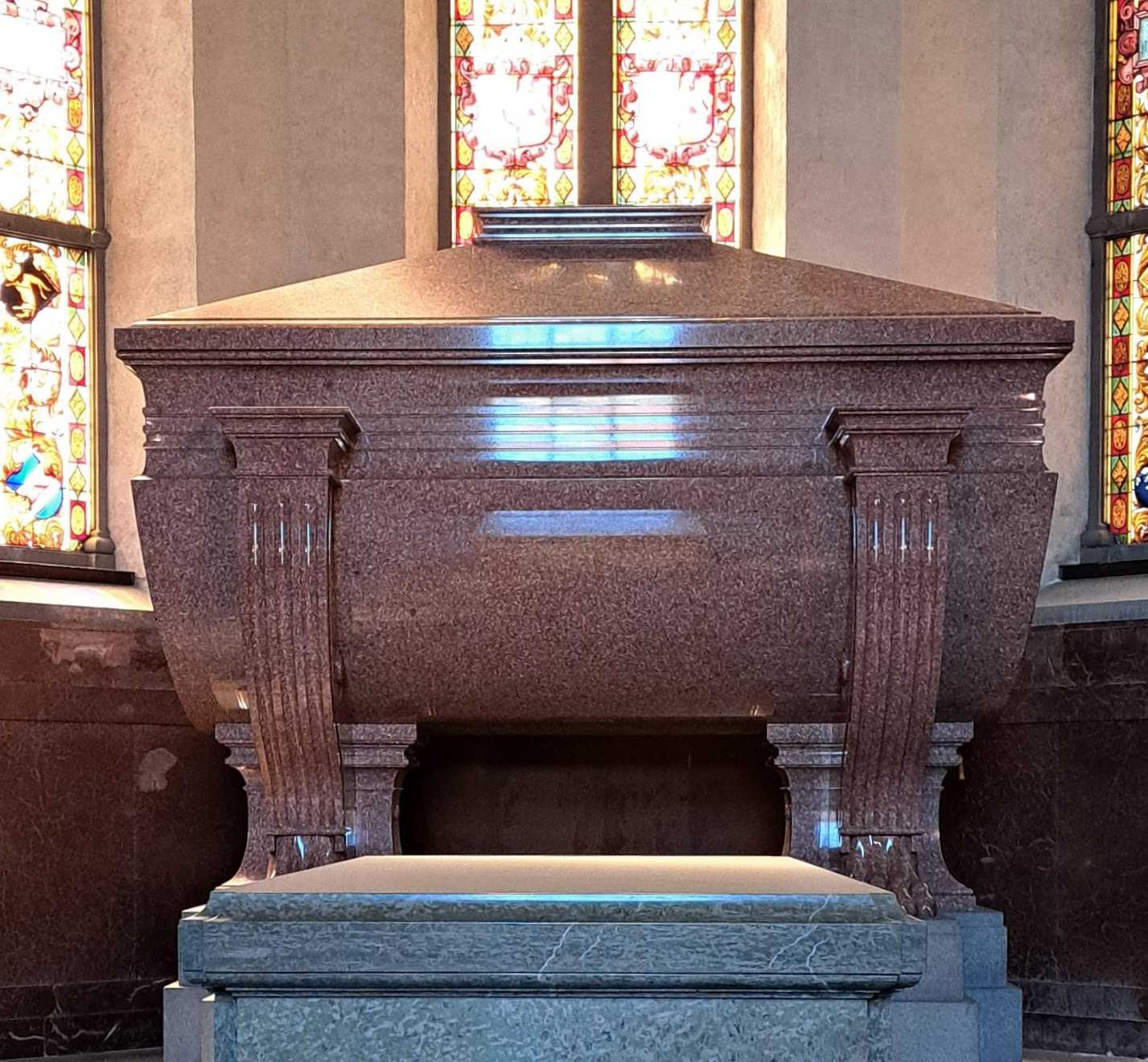
Karl XIV Johans sarkofag.

Väster om det gustavianska gravkoret ligger det Bernadotteska. Det är ritat av Fredrik Wilhelm Scholander och uppfördes 1858–1860. I fonden står Karl XIV Johans sarkofag. Sarkofagen tillverkades av röd garbergsgranit och mäter 3,04 meter × 2,29 meter × 2,4 meter. Med det fem ton tunga locket väger den 16 ton. Sarkofagen, som stod färdig 1856 och ritades av Robert Brouhn, är huggen ur två block och gjordes av Älvdalens porfyrverk. I Wermländska Korrespondenten kan man läsa den 5 januari 1850 att själva sarkofagen och locket blivit brutna ur berget och att dessa vägde tillsammans ca 350 skeppspund (vilket motsvarar ca 60 ton), samt att stenbrottet låg ca 2 mil från bruket. Modellen till sarkofagen skall vara tagen efter den sarkofag i Rom som då förmodades ha tillhört Marcus Vipsanius Agrippas.
Framför Karl Johans grav står drottning Desiderias (1777–1860) sarkofag av grön kolmårdsmarmor. I gravkorets väggar finns nischer med sarkofager av brun kalksten, i vilka senare kungligheter av huset Bernadotte vilar. Sarkofagerna utfördes vid restaureringen av kyrkan 1914–1922. Närmast Karl Johans sarkofag till vänster vilar Oscar I (1799–1859) och drottning Josefina (1807–1876) samt på höger sida Karl XV (1826–1872) och drottning Lovisa (1828–1871). Längre bort från Karl Johans sarkofag och närmare själva kyrkan vilar på vänster sida Oscar II (1829–1907) och drottning Sofia (1836–1913) samt på höger sida Gustaf V (1858–1950) och drottning Victoria (1862–1930).
I Bernadotteska gravkorets underjordiska krypta vilar prins Gustaf (”sångarprinsen”, 1827–1852), prins Carl Oscar (1852–1854), prinsessan Eugenia (1830–1889), prins August (1831–1873), prinsessan Theresia (1836–1914) och prins Erik (1889–1918). Nedgången till kryptan döljs av hällar av kolmårdsmarmor, med en latinsk inskrift av Erik Axel Karlfeldt. Den lyder i översättning: ”De döda av den kungliga Bernadotteska ätten inväntar på detta heliga rum uppståndelsen.”

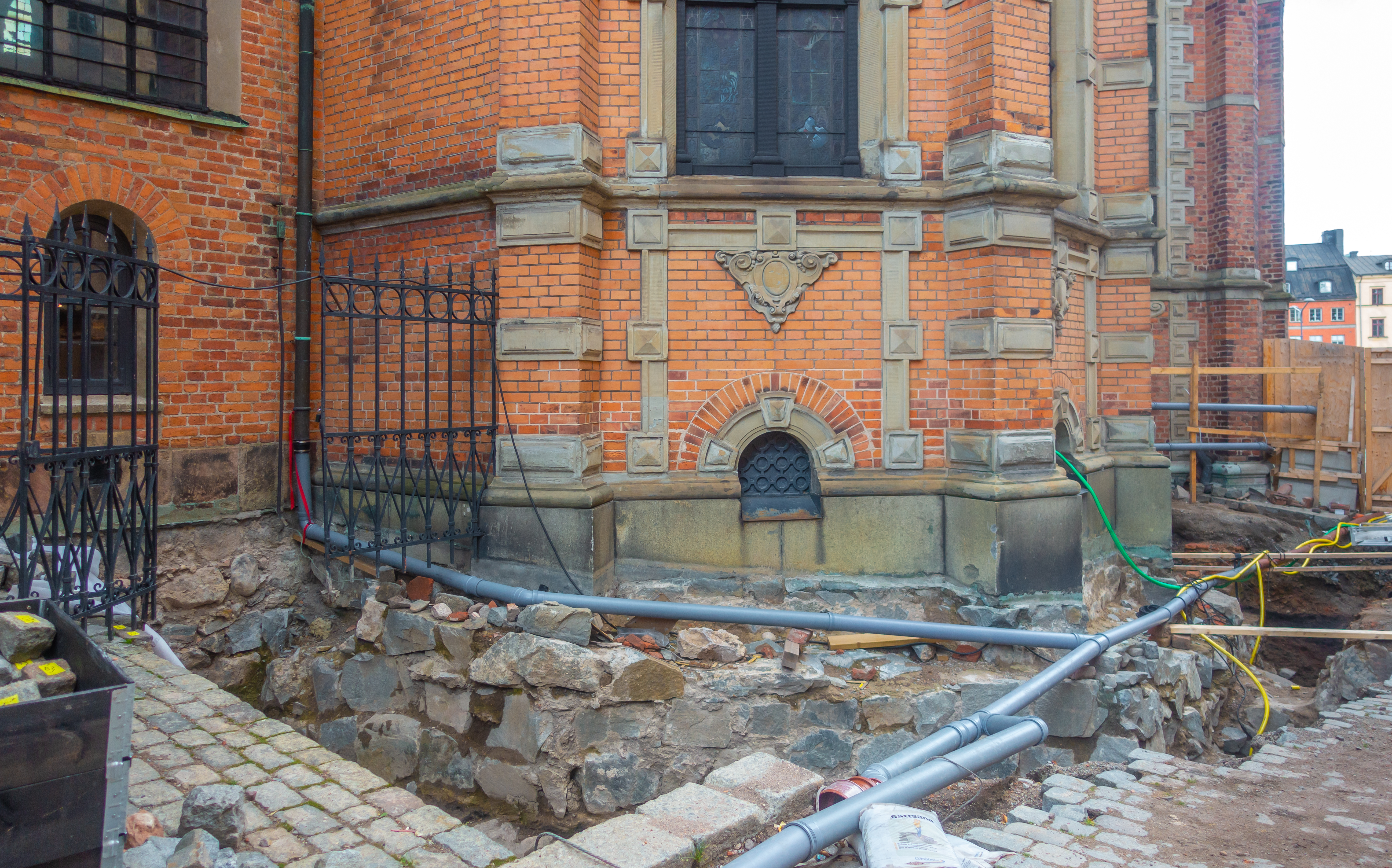
Arkeologisk utgrävning av Bernadotteska gravkoret 2021.

Inför en tätning av grundmuren till Bernadotteska gravkoret hösten 2021 fann arkeologer 50 skelett och en brudkrona från 1300-1500-talen.

### Icke kungliga gravkor

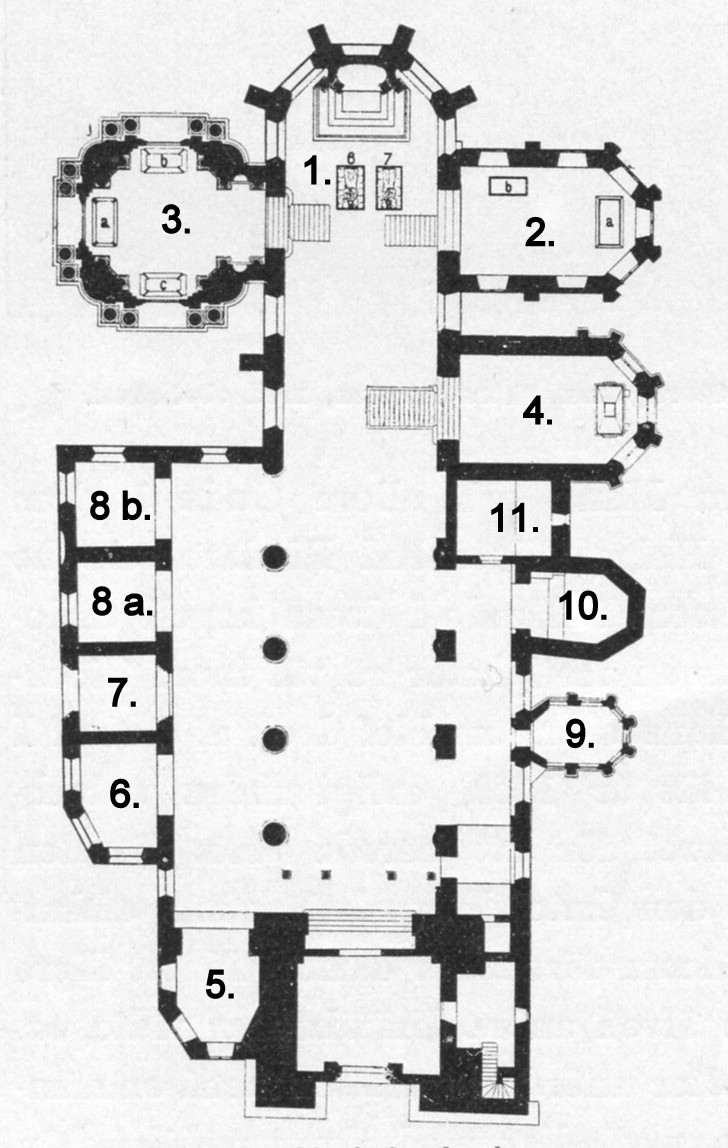
Plan över Riddarholmskyrkan.
1. Magnus Ladulås och Karl Knutssons (Bonde) gravar.
2. Gustavianska gravkoret.
3. Karolinska gravkoret.
4. Bernadotteska gravkoret.
5. Torstensonska gravkoret.
6. Wachtmeisterska gravkoret.
7. Vapenhus.
8 a. Västra Lewenhauptska gravkoret.
8 b. Östra Lewenhauptska gravkoret.
9. Banérska gravkoret.
10. Vasaborgska gravkoret.
11. Sakristia.

Riddarholmskyrkan rymmer flera icke kungliga gravkor, uppförda under 1600-talet av olika adelsfamiljer. Norr om mittskeppet ligger de Torstensonska, Wachtmeisterska och båda Lewenhauptska gravkoren, och söder om mittskeppet de Banérska och Vasaborgska gravkoren.

#### Torstensonska gravkoret
Torstensonska gravkoret uppfördes 1651 för fältherren Lennart Torstenson (1603–1651). Det består av ett underjordiskt gravvalv och över det ett minneskapell. På vardera sidor om gravkoret finns stentavlor med ett äreminne över Torstenson, författat av Olof von Dalin:
| ” | Här vilar Lennart Torstenson född d. 17 aug. 1603, död d. 7 april 1651. Hans titlar af Grefve till Otala etc.: Svea Rikes Råd Fältmarskalk General Gouverneur öfver Westergöthland, Dal Wärmland och Halland ect. uttyda en ringa del af hans dygd. Han fördes som lärling af den store Konungen Gustaf Adolph på Hieltars ban, han kunde sedan ditföra som Läromästare Den store Konungen Carl Gustaf. Hans Ätt är Utslocknad men hans många segrar häldst den vid Leipzig D: 23 Oct. 1642 och den vid Iankowitz D: 24 febr. 1645 äro en Odödelif Afföda. Öfver Honom och Hans maka Grefvin: Beata de la Gardie med deras lifs-ätt som utdog i fiärde led har Sv: Rik: Råd Rid: och Com: af K: M: Orden Gref Thure Gabriel Bielke låtit uppresa detta Äreminne 1761. | „ |

I gravvalvet vilar Lennart Torstenson och hans hustru, tillsammans med ett antal av deras efterkommande av släkten Torstenson, begravda här under 1600- och 1700-talen. Även Ture Gabriel Bielke (1684–1763), som var gift med änkan efter den siste Torstenson och som bekostade gravkorets iordningställande till dess nuvarande skick efter Jean Eric Rehns ritningar 1761, är begravd i gravvalvet.

#### Wachtmeisterska gravkoret
Det Wachtmeisterska gravkoret uppfördes 1654 på kyrkans norra sida, öster om det Torstensonska, för greve Hans Wachtmeister av Björkö (1609–1652). Det ligger intill det medeltida vapenhuset på kyrkans norra sida. I korets gravvalv vilar greve Wachtmeister och hans hustru i kistor av koppar jämte andra medlemmar av ätten Wachtmeister, och även av andra ätter besläktade med Wachtmeister.

#### Lewenhauptska gravkoren
De Lewenhauptska gravkoren är (interiört) två till antalet och uppfördes 1654 av Gustaf Adolf Lewenhaupt och Carl Mauritz Lewenhaupt på kyrkans norra sida, öster om norra vapenhuset. De har rikt utförda smidesgaller, varav det östra är från 1600-talet och det västra nygjort vid restaureringen 1914–1922. I det västra koret vilar Carl Mauritz Lewenhaupt och hustrun Dorothea Wrangel i sarkofager av tenn. Bredvid finns även en liten kista för ett barn, även den av tenn. I det östra kapellet vilar Gustaf Adolf Lewenhaupt i en tennsarkofag, samt en son som dog ung, även han i en tennkista. I gravkoren hänger huvudfanor och anvapen som tillhört ätten Lewenhaupt. I valven vilar också många andra medlemmar av den Lewenhauptska släkten, till exempel generalen Adam Ludwig Lewenhaupt (1659–1719) och översten Gustaf Mauritz Lewenhaupt (1651-1700).

#### Banérska gravkoret
De icke kungliga gravkoren på Riddarholmskyrkans södra sida är två till antalet. Äldst är det Banérska gravkoret, som också är kyrkans näst äldsta gravkor, efter det gustavianska. Det uppfördes 1636 av Johan Banér (1596–1641). Han vilar i gravkorets mitt i en sarkofag av brun kalksten, utförd 1759 (118 år efter hans död) efter ritningar av Jean Eric Rehn. I gravkoret hänger också Banérs porträtt. Vid nedgången till gravkorets underjordiska gravvalv finns en minnesskulptur över honom, utfört av Ivar Johnsson och uppställd 1945. I gravvalvet vilar hans första hustru Catharina Elisabet von Pfuel (1598–1636), sonen Gustaf Adam Banér (1624–1681), Per Larsson Sparre (1628–1692) med flera personer.

#### Vasaborgska gravkoret
Det Vasaborgska gravkoret uppfördes 1647 av Gustav II Adolfs utomäktenskaplige son Gustaf Gustafsson af Vasaborg (1616–1653). Han vilar i en graverad kista av engelskt tenn, som står på ett postament av röd kalksten. I gravkoret vilar också bland andra generallöjtnanten Wolmar Wrangel (1641–1675), riksrådet och fältmarskalken Carl Gustaf Dücker (1663–1732) och generalen Gustaf Fredrik von Rosen (1688–1769).

### Övriga gravar och gravstenar (i urval)

#### Färlastenen
I korets mittersta del finns den så kallade Färlastenen från 1300-talet. På den finns en vapensköld med två korslagda färlor, som visar att graven varit avsedd för någon ur de medeltida ätterna Färla. Riddaren Orestes Keldosson (Färla) som dog och begravdes i kyrkan 1299 är en mycket möjlig kandidat. Det kan heller inte uteslutas att riksrådet Åke Bengtsson (Färla) som begravdes i kyrkan 1579 lades i denna grav.
Enligt en felaktig tradition ska stenen tillhöra riddaren Karl Nilsson som 1381 blev dräpt av Bo Jonsson (Grip) vid Riddarholmskyrkans högaltare. Att en Karl Nilsson blev dödad på detta sätt är dokumenterat – men denne Karl Nilsson förde annat släktvapen, och tillhörde ej någon Färlaätt. Gravstenen påträffades när Riddarholmskyrkan restaurerades 1914–1922. På 1600-talet och i början av 1700-talet låg den på sin nuvarande plats, över den grav som har nummer 18.

#### Torgils Knutssons gravsten

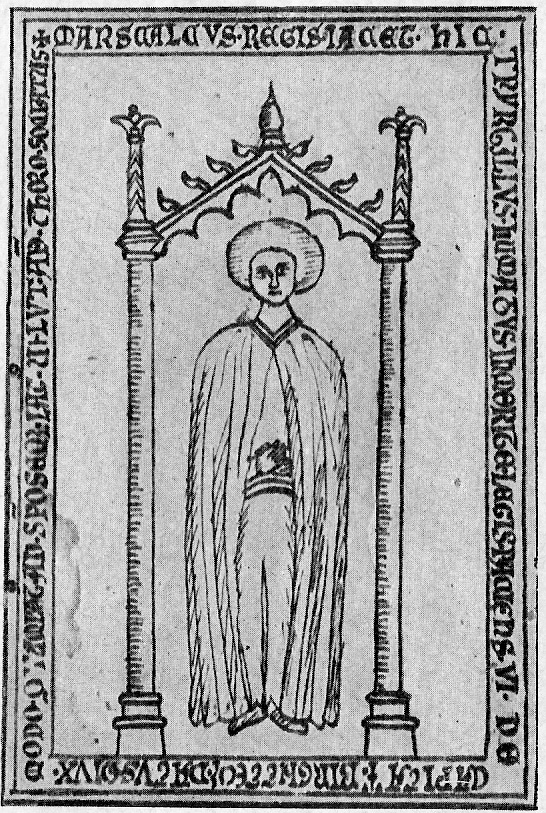
Torgils Knutssons gravsten, enligt en teckning från 1600-talet.

Norr om den grav som tidigare troddes vara Magnus Ladulås', finns resterna av marsken Torgils Knutssons gravsten. Han blev efter sin avrättning 1306 begravd på avrättningsplatsen, men kroppen flyttades senare till Riddarholmskyrkan och gravsattes där nedgången till karolinska gravkorets krypta nu finns. När detta gravkor byggdes i slutet av 1600-talet förstördes marskens gravsten och lades i delar på kyrkogården. Den var sedan försvunnen i mer än två sekler, men vid kyrkans restaurering 1914–1922 hittades tre delar på olika platser. Dessa infogdes i en ny sten som sattes upp bredvid marskens ursprungliga gravplats i kyrkan. Äldre avbildningar av stenen finns bevarade, varför man känner till dess ursprungliga utseende. Den latinska inskriptionen runt kanten lyder i översättning: ”Här ligger jordad konungens marsk Torgils, våldsamt halshuggen, lidande oförtjänt straff, given till gemål åt Birgitta, nyss begraven och vid hustruns sida med henne förenad liksom fordom på den äkta bädden.”

#### Forbuska graven eller De la Gardieska graven
I golvet vid Torgils Knutssons gravsten ligger två gravstenar, tillägnade Gregers Matsson (Lillie) till Tyresö (död 1494) och Gustav Karlsson till Ekholmen (död 1486), båda lagmän i Uppland. Under gravstenarna finns nedgången till ett gravvalv som kallas Forbuska graven eller De la Gardieska graven. Här vilar generalen Arvid Forbus (1598–1665) och hans hustru Margareta Boije i kistor av koppar, tillsammans med Axel Julius De la Gardie (1637–1710) – som var gift med Arvid Forbus dotter Sophia Juliana – och flera andra medlemmar av släkten De la Gardie.

#### Äldsta Vasaättens grav
I det norra sidoskeppets sydöstra hörn finns en grav som kallas ”äldsta Vasaättens grav”. Gravstenen har en inskrift som i översättning lyder: ”Herrens år 1442 å Petrus martyrens dag dog herr Christianus Nichelsson, riddare och Sveriges rikes drots, och är här begraven tillika med sin hustru, fru Margareta Krumedich som dog nådens år 1451.” Namnen är latiniserade former av Krister Nilsson (Vasa) och Margareta Eriksdotter (Krummedige). Utöver dessa två personer har även ett antal andra medeltida medlemmar av Vasaätten begravts här. Stenen har haft symboler för de fyra evangelisterna Matteus, Markus, Lukas och Johannes i hörnen, varav spår ännu är synliga.

#### Willem Boys grav
Intill äldsta Vasaättens grav finns arkitekten och konstnären Willem Boys gravsten. Enligt en äldre uppteckning ska stenen ha haft inskriften ”Här under ligger begrafven Konstrik Mäster William Boij hvilken afsompnadt 1592.” På ena sidan kan ännu läsas: ”[K]ONSTRIKE MAN M WILLIA[M]…”. Långt senare har numret 24 huggits in på stenen.

### Interiörbilder

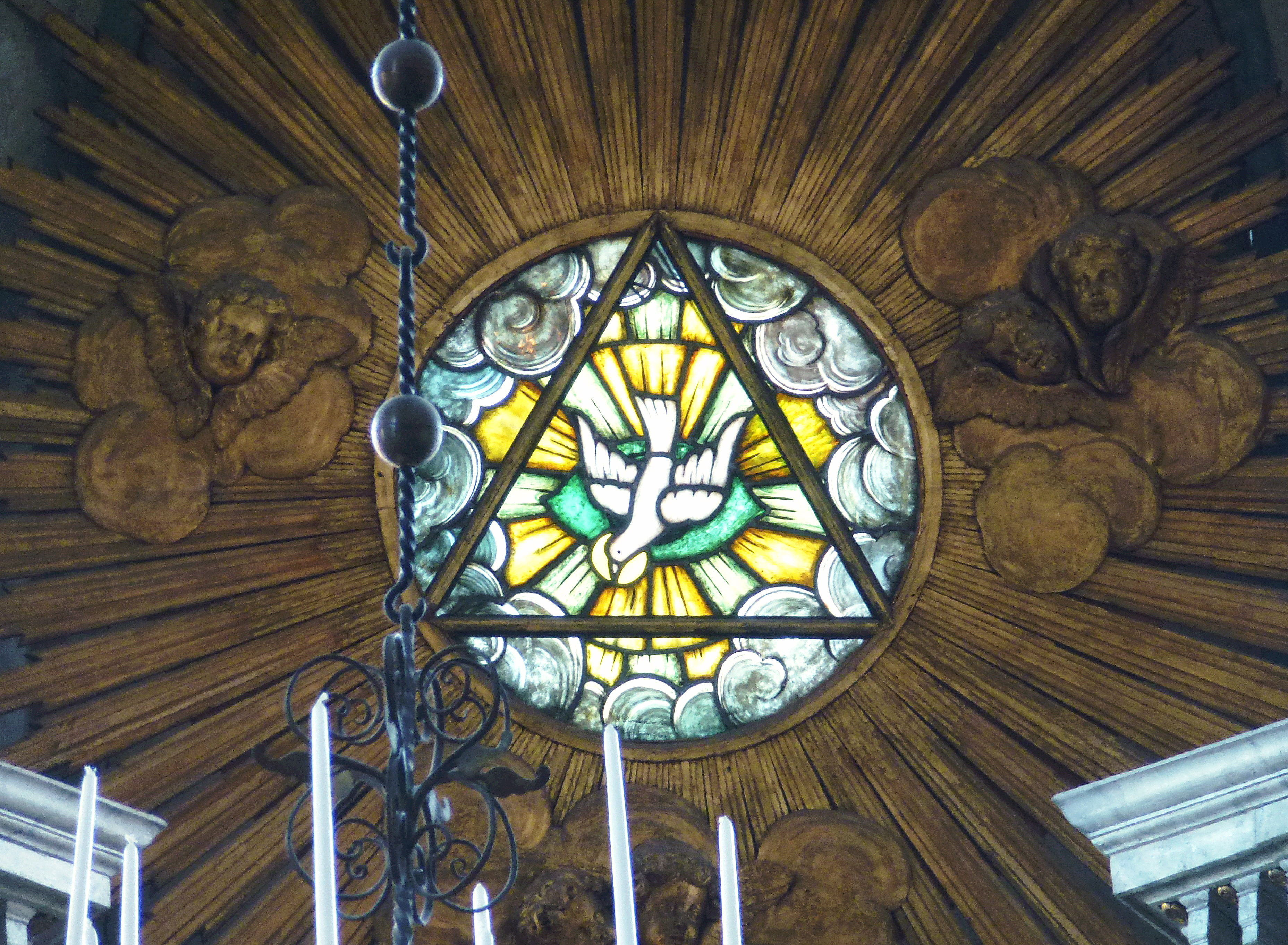
Fönstret i altartavlan
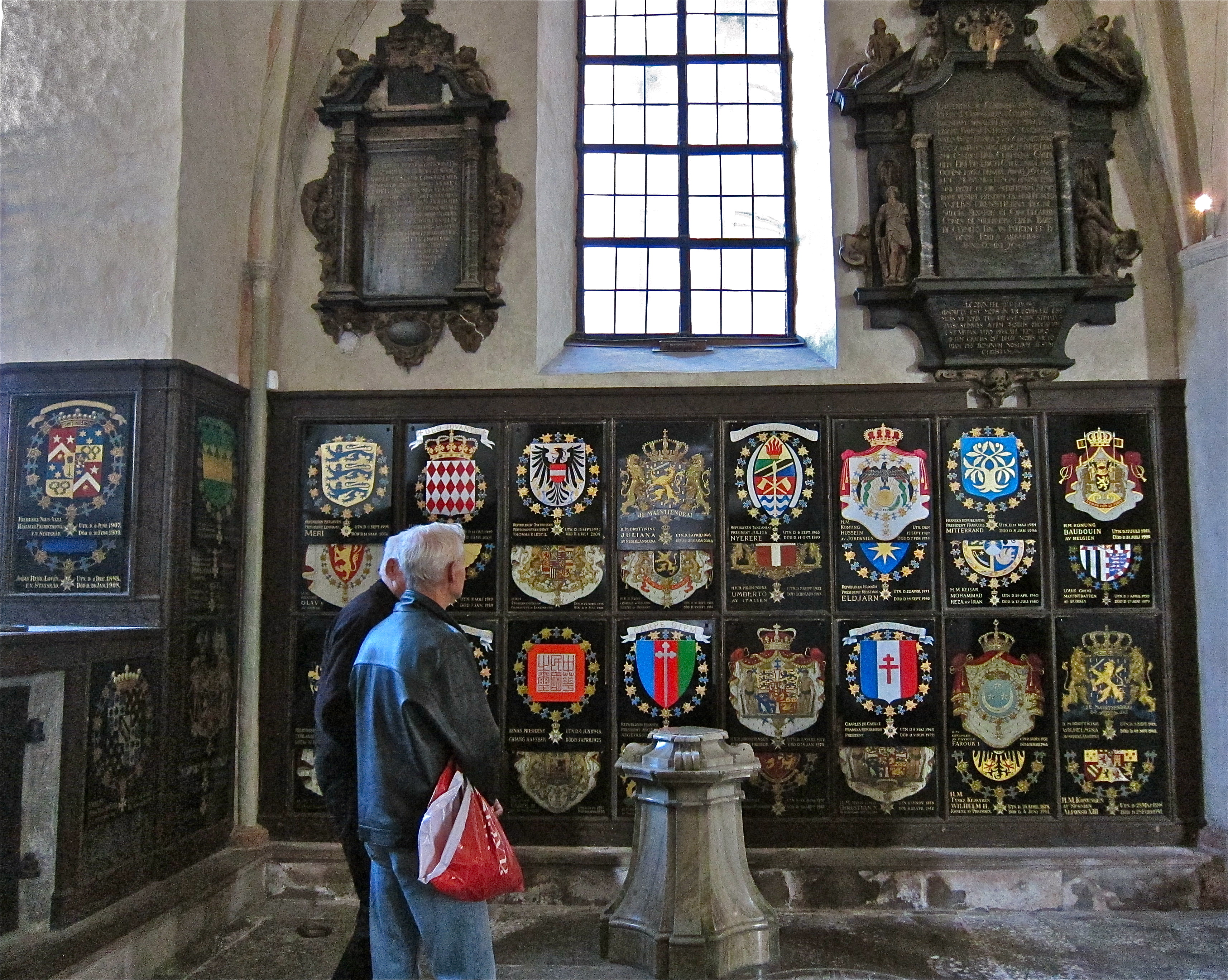
En del av serafimersköldarna
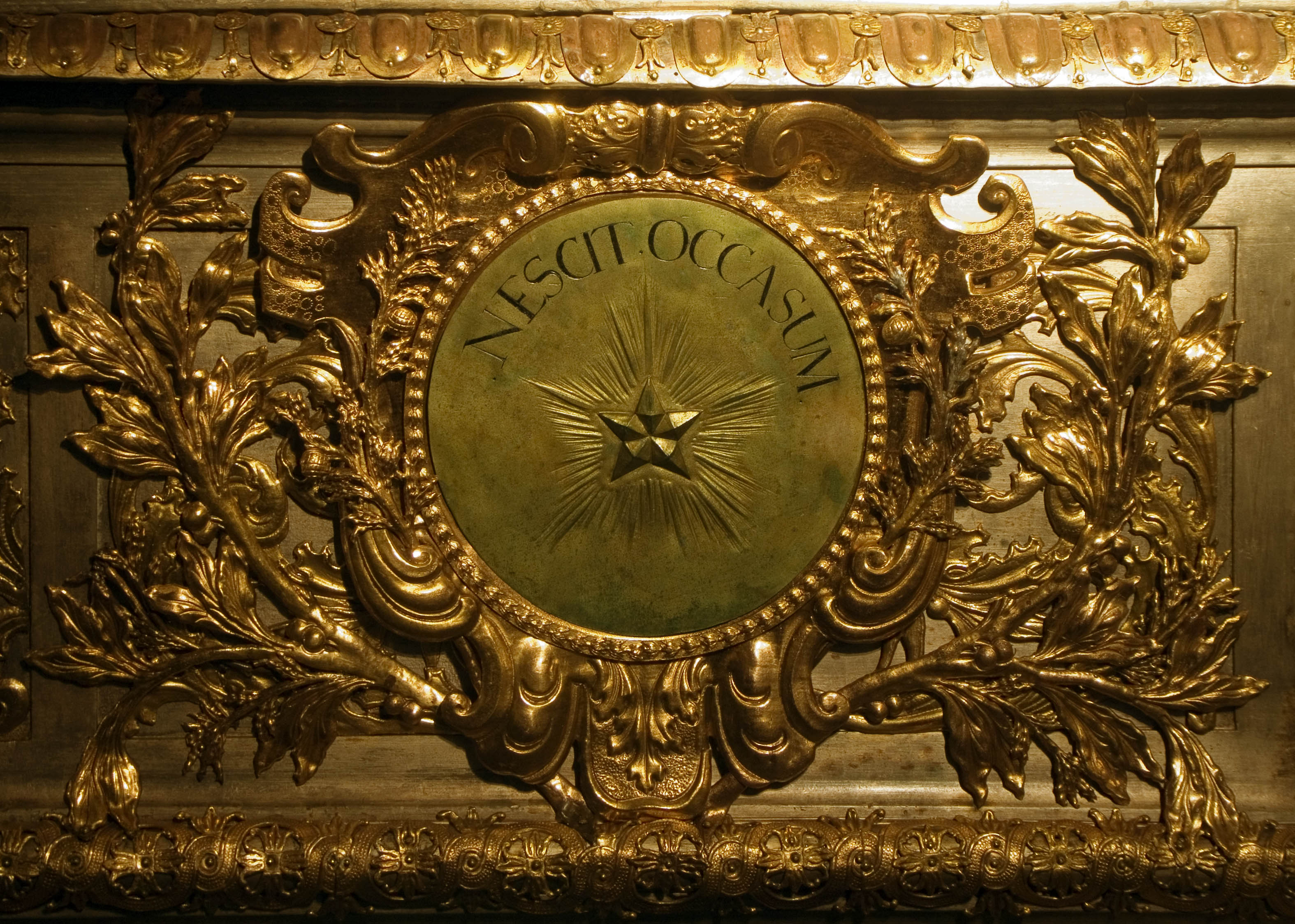
Nescit occasum, avbildning på Karl XI:s kista
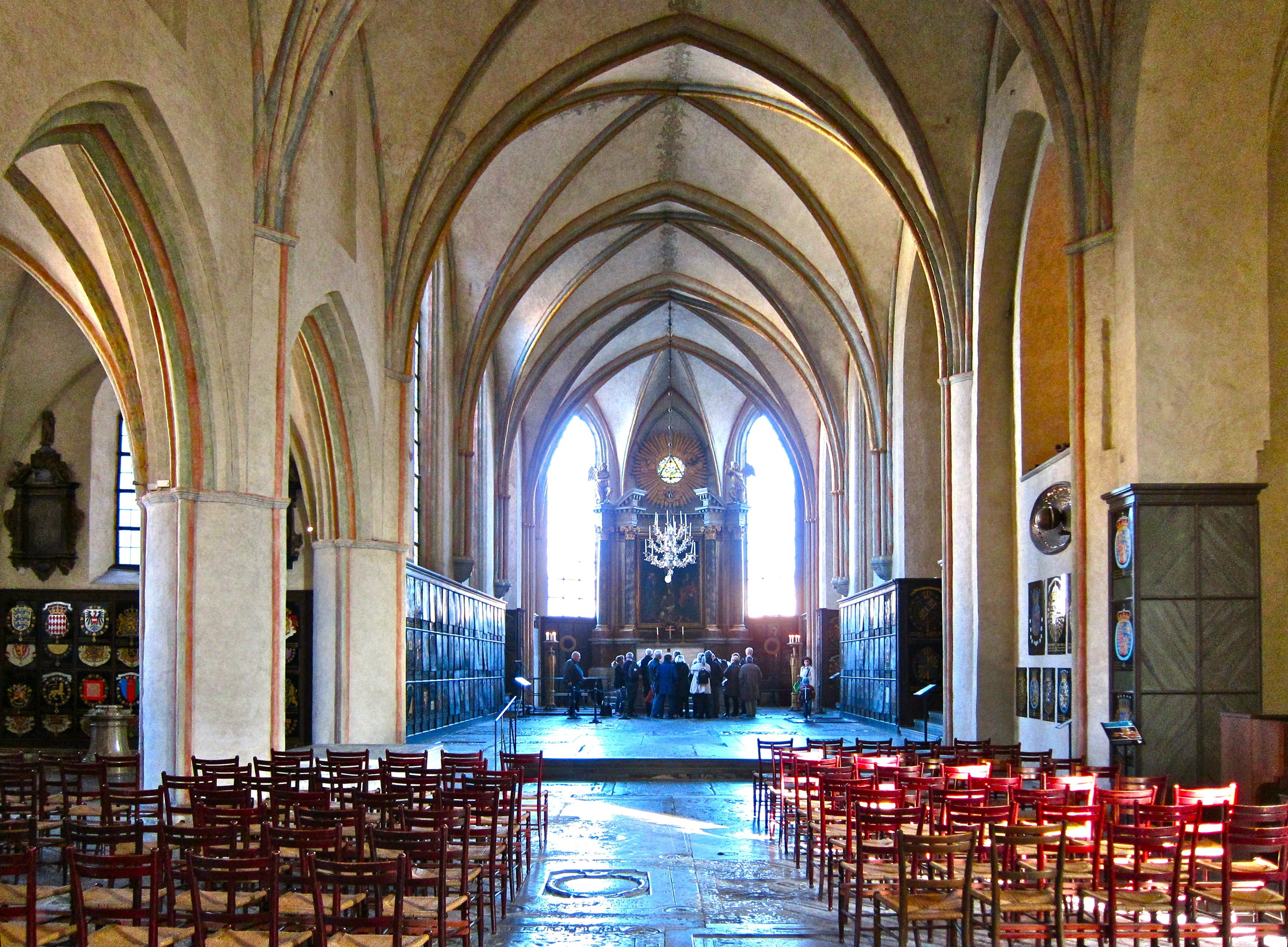
Mittskeppet och altargången
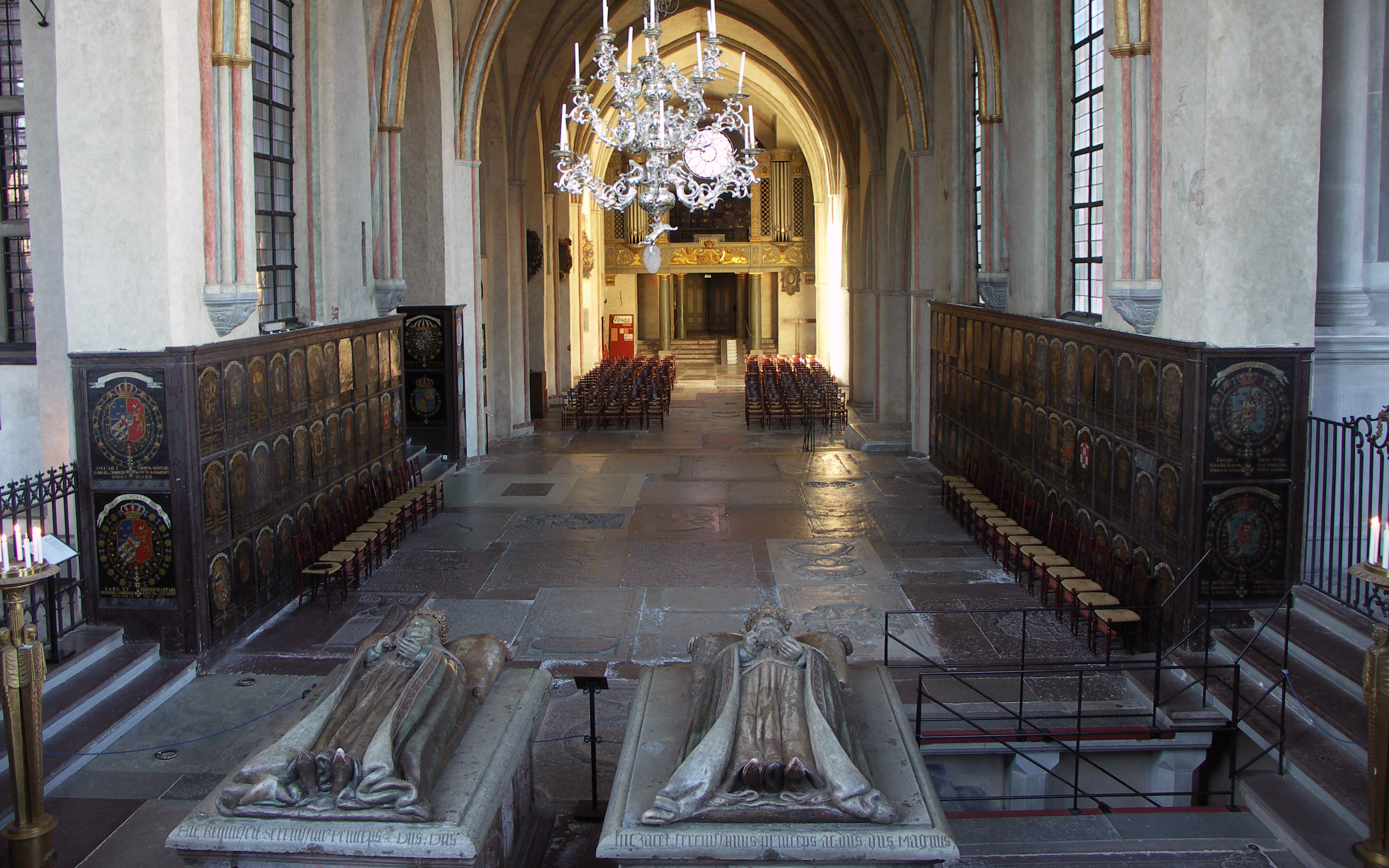
Interiör mot väster
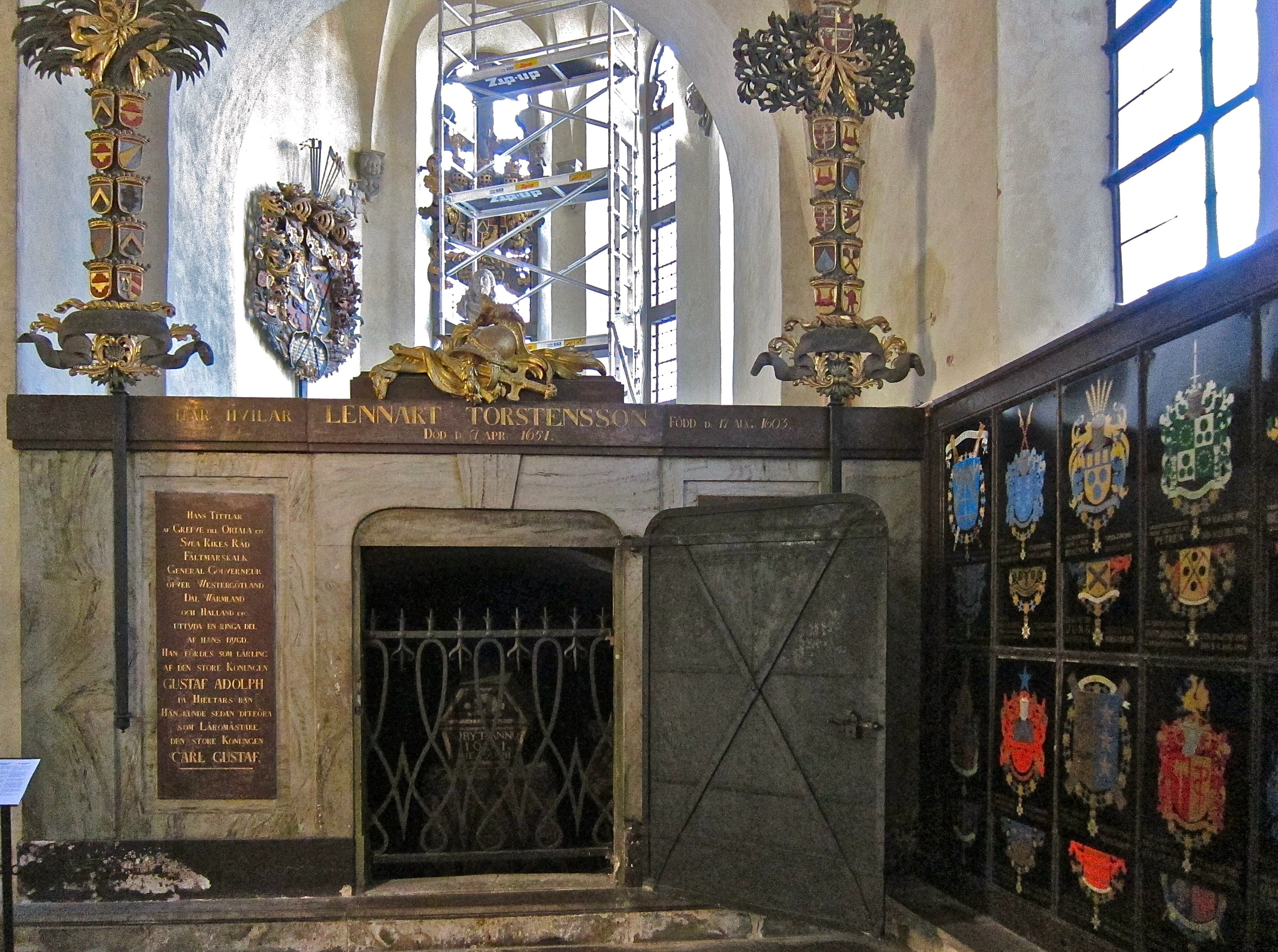
Torstensonska gravkoret
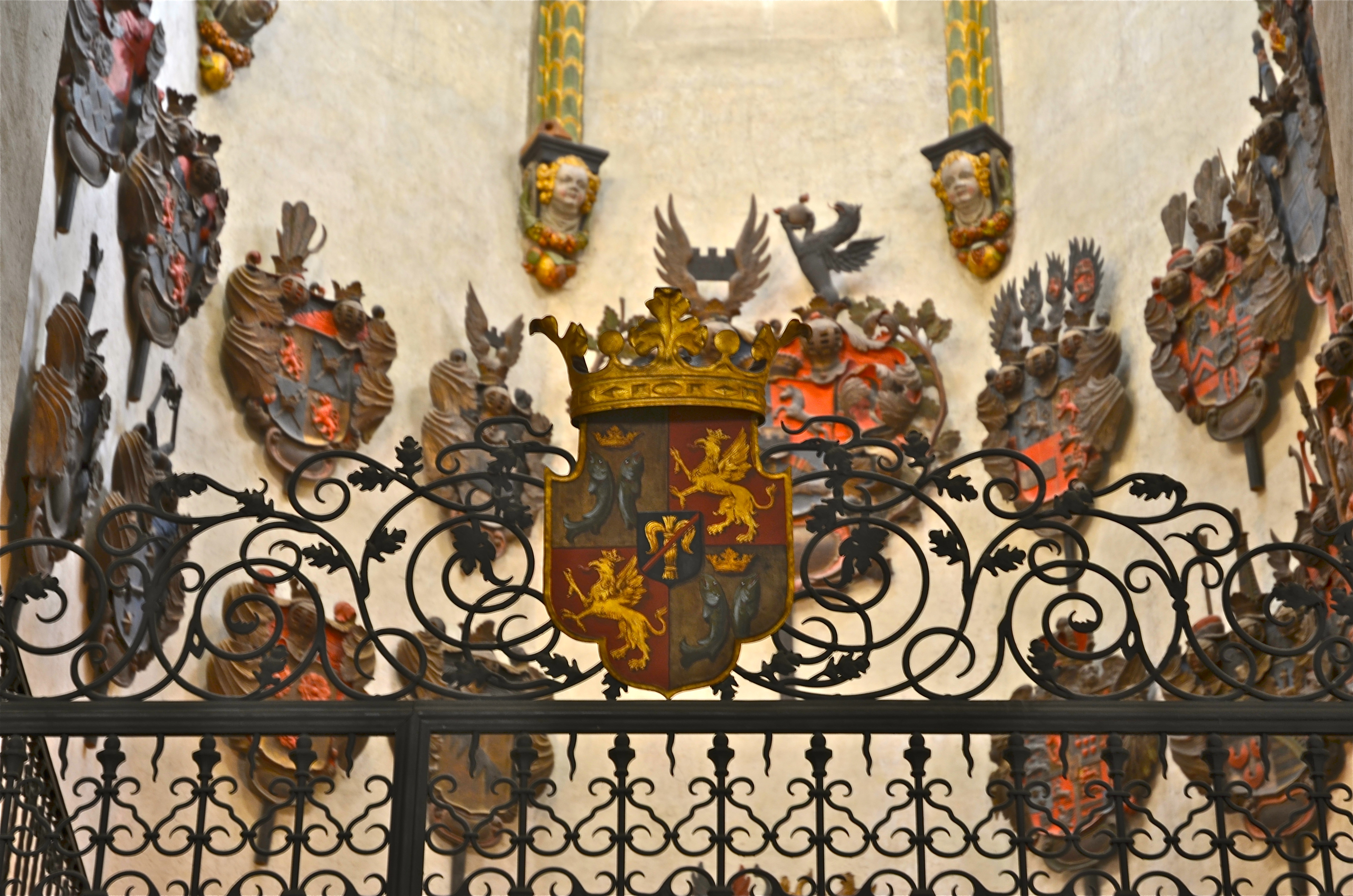
Vasaborgska gravkoret
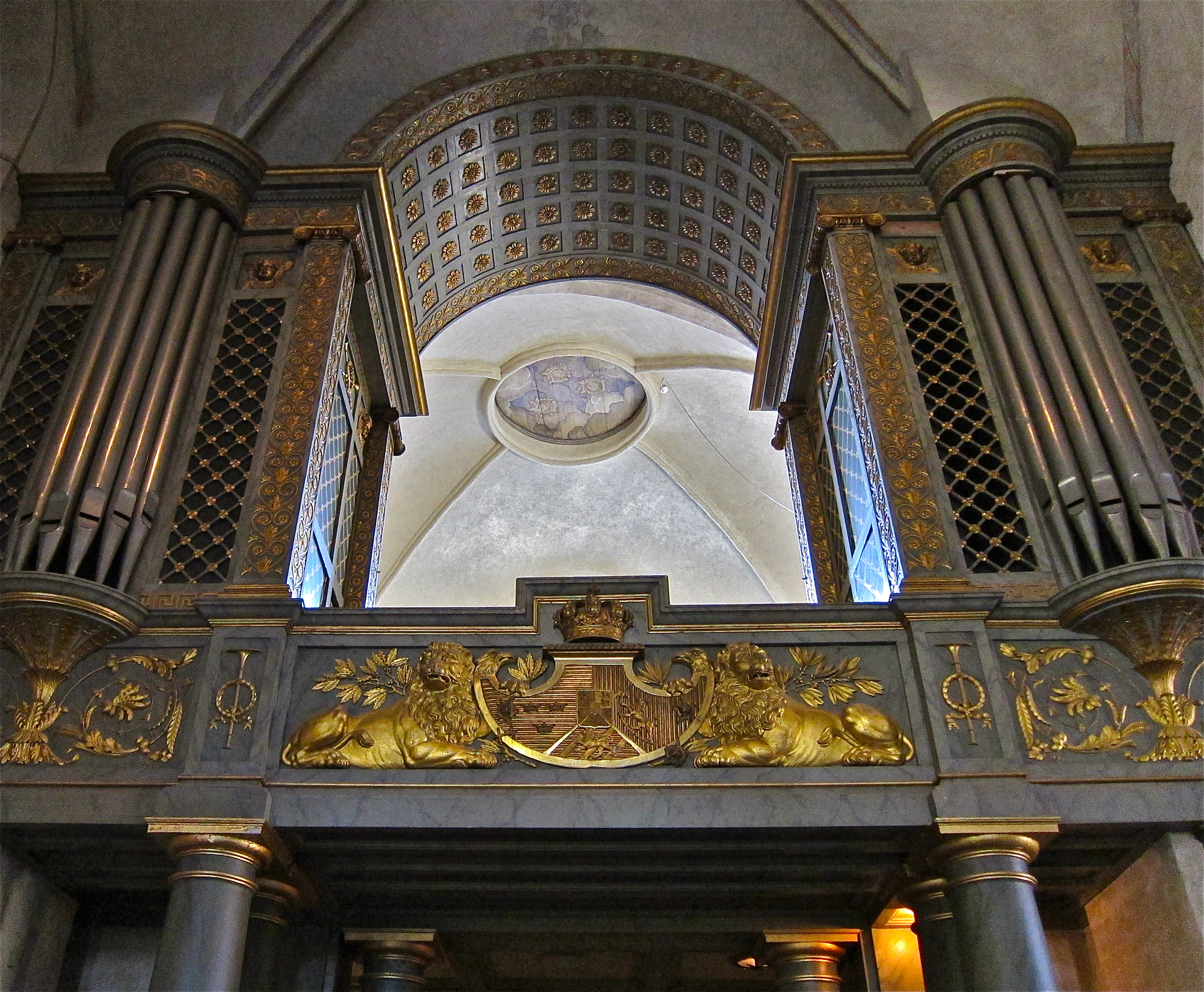
Orgelläktaren
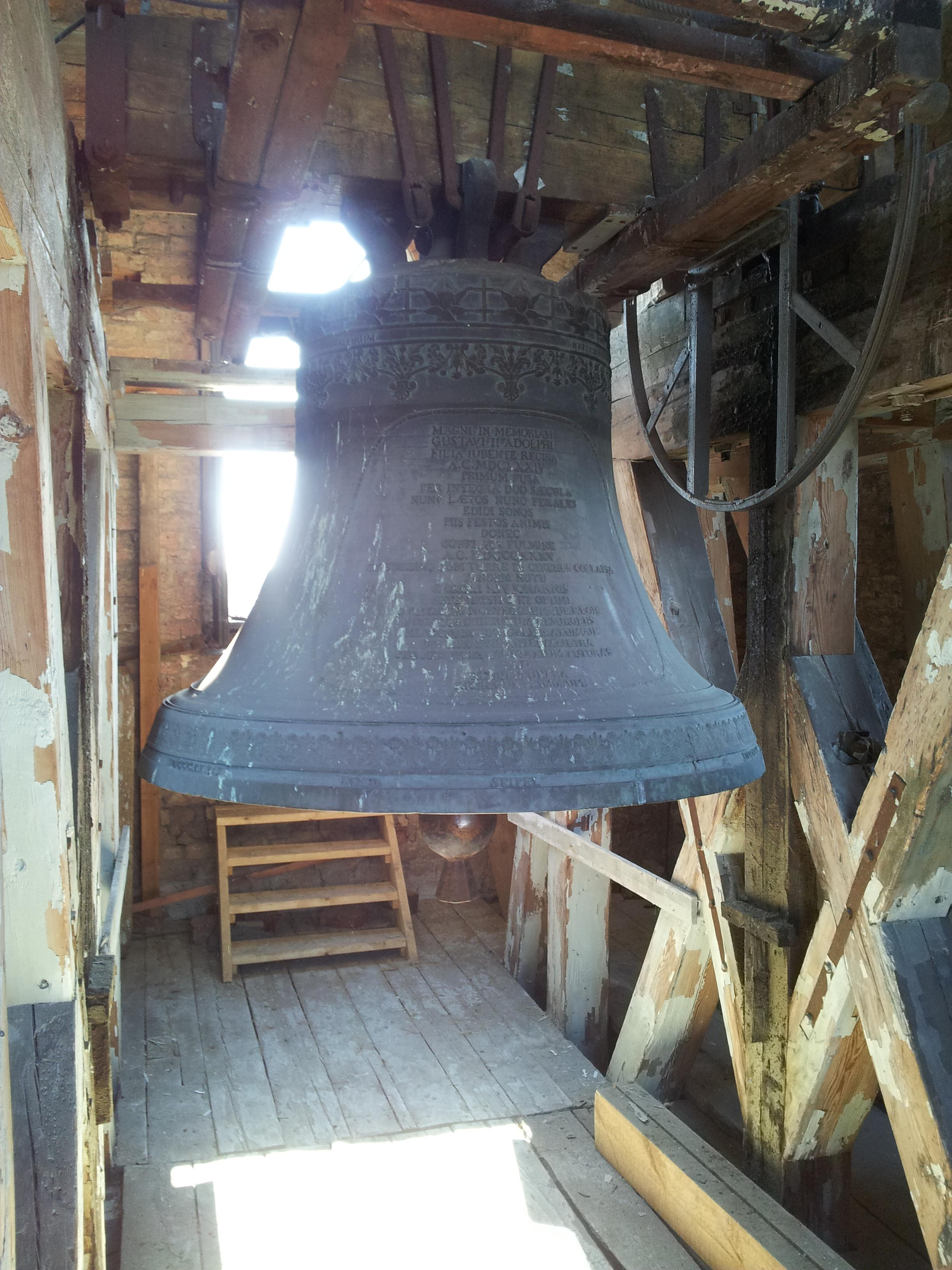
Serafimerklockan
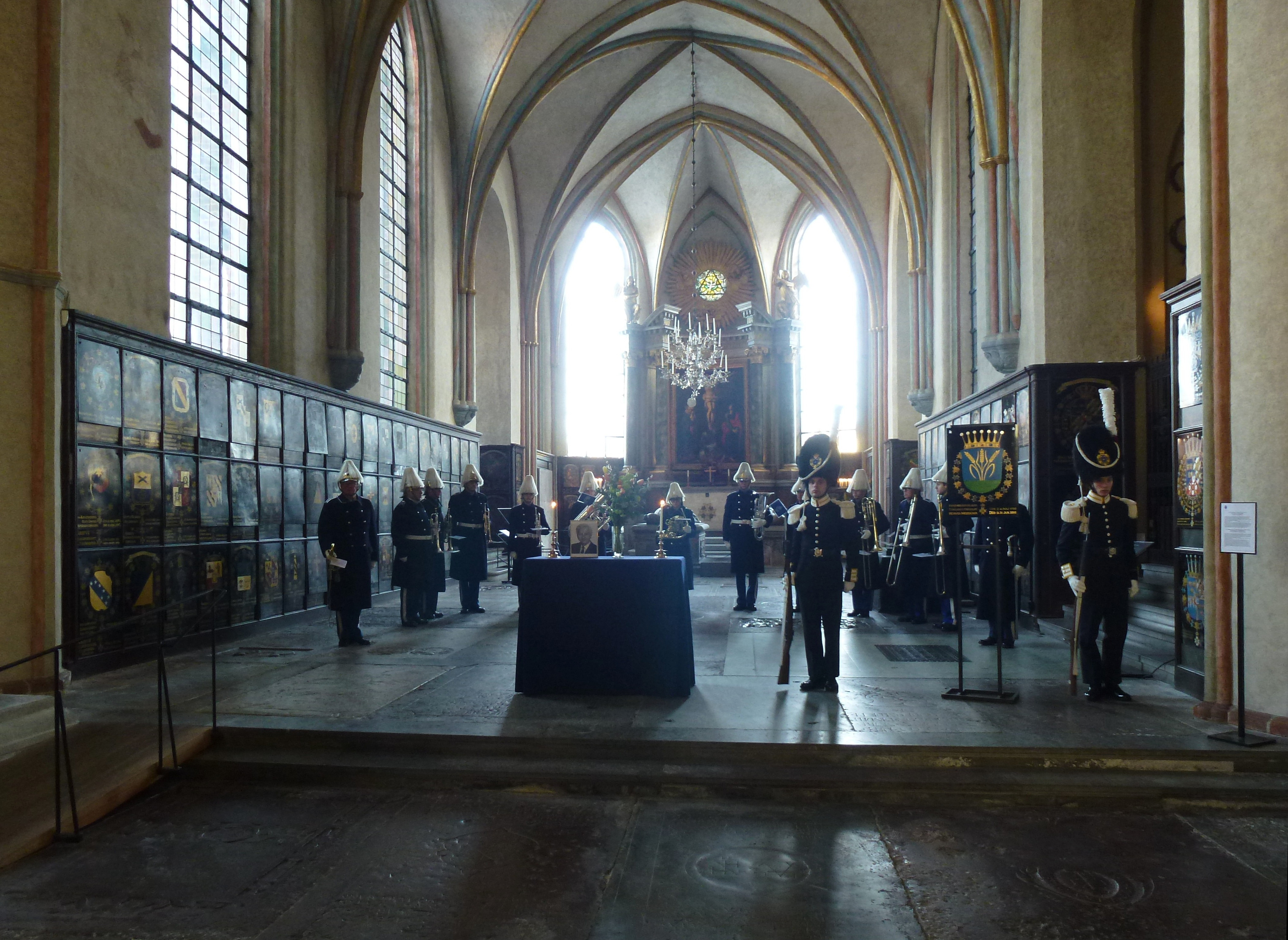
Ceremoni i samband med Serafimerringningen den 11 februari 2015

## Serafimersköldarna och Serafimerringning
I Riddarholmskyrkan finns heraldiska vapensköldar för alla avlidna serafimerriddare. De är utförda av en konstnär som av konungen är förordnad som vapenmålare vid Kungl. Maj:ts Orden och hänger under serafimerriddarens livstid bland annat i Serafimersalen på Stockholms slott.
I samband med den traditionella Serafimerringningen i en av Riddarholmskyrkans kyrkklockor överförs skölden dit och sätts på plats. Detta sker på riddarens begravningsdag och inramas av en kort ceremoni i kyrkan. Klockringningen pågår oavbrutet under en timme och avslutas klockan 13.00. Eftersom Riddarholmskyrkan inte längre är en församlingskyrka är Serafimerringningen ett sällsynt tillfälle då man får höra en av kyrkans klockor. I samband med Serafimerringningen brukar kyrkan vara öppen för allmänheten.

## Julotta
En mer nutida tradition är scouternas julotta på juldagsmorgonen klockan 07.00. År 2017 firade man den 80:e julottan i Riddarholmskyrkan.